# البحر الميت
البحر الميت هو بحيرة ملحية مغلقة تقع في أخدود وادي الأردن ضمن الشق السوري الأفريقي، على خط الحدود الفاصل بين الأردن وفلسطين التاريخية (الضفة الغربية والداخل المحتل). يشتهر البحر الميت بأنه أخفض نقطة على سطح الكرة الأرضية، حيث بلغ منسوب شاطئه حوالي 400 متر تحت مستوى سطح البحر حسب سجلات عام 2013. كما يتميز البحر الميت بشدة ملوحته، إذ تبلغ نسبة الأملاح فيه حوالي 34%، وهي ما تمثل تسعة أضعاف تركيز الأملاح في البحر المتوسط، وواحدة من أعلى نسب الملوحة بالمسطحات المائية في العالم. وقد نتجت هذه الأملاح لأن البحيرة هي وجهة نهائية للمياه التي تصب فيه، حيث أنه لا يوجد أي مخرج لها بعده.
يصل عرض البحر الميت في أقصى حد إلى 17 كم، بينما يبلغ طوله حوالي 70 كم. وقد بلغت مساحته في عام 2010 حوالي 650 كم2 إذ تقلصت خلال الأربع عقود الماضية بما يزيد عن 35%. كما يلعب المناخ الصحراوي للمنطقة الذي يمتاز بشدة الحرارة والجفاف ومعدلات التبخر العالية دورًا كبيرًا في زيادة تركيز تلك الأملاح فيه.
لقد عانى منسوب البحر الميت مؤخرًا من التراجع المستمر، حيث يرجع هذا الأمر إلى عدد من الأسباب الرئيسية، كالاستخدام المكثف لمصادر المياه، وأهمها نهر الأردن، وضخ المياه في الحوض الجنوبي، حيث يتكون البحر الميت حاليًا من حوضين؛ شمالي وجنوبي يقسمهما شبه جزيرة اللسان. ونتيجة للانخفاض المستمر لهذا المستوى، تعرض الجزء الجنوبي من البحيرة للجفاف، حيث إنّ الجزء الجنوبي أقل عمقًا من نظيره الشمالي، ويصل ارتفاع منسوب شاطئه إلى 401 متر تحت مستوى سطح البحر. ومع تجفيف الجزء الجنوبي، تم إنشاء برك لتبخير المياه وإنتاج البوتاس والمواد الكيماوية الأخرى مثل المنجنيز والمغنسيوم والبرومين في مصانع البوتاس الإسرائيلية، وشركة البوتاس العربية في الأردن. وتحتاج تلك البرك إلى ضخ كبير من مياه البحر الميت وتبخيرها، مما أثّر تأثيرًا كبيرًا على زيادة انخفاض مستوى سطح البحر.
لقد بلغ المعدل السنوي لانخفاض مستوى سطح البحر خلال العقد المنصرم بمقدار يعادل الفقدان لمدة سنة كاملة، حيث أصبح المستوى ينخفض حوالي متر واحد كل عام. ولقد زاد هذا المعدل في عام 2012 بشكل واضح، فكان انخفاض مستوى البحر 1.40 متر. وقد أدى الانخفاض التراكمي في مستوى المياه إلى تغيرات كبيرة أيضا في تضاريس المناطق المجاورة وفي البحر الأبيض المتوسط بما في ذلك تغيرات لا يمكن الرجوع عنها في الجزء الشمالي، من خلق للمجاري، والانسحاب من الشواطئ، والأضرار التي لحقت بالبنية التحتية (الطرق والجسور) والمحميات الطبيعية.
يُعد البحر الميت مهماً جدًا للصناعة والسياحة في المنطقة، حيث تُعتبر تركيبة مياهه مختلفة عن المياه الطبيعية، باحتوائها على تركيز عالي من الكالسيوم والبوتاسيوم. ويُستغل هذا في مصانع الجانبين الأردني والإسرائيلي. وترجع الأهمية التاريخية والسياحية لمنطقة حوض البحر الميت إلى البحر نفسه وإلى شواطئه، حيث توجد بعض المعالم الأثرية والدينية الهامة في المنطقة مثل مسعدة، وخربة قمران، وكهف النبي لوط، بالإضافة إلى التشكيلات الملحية الطبيعية، والمناخ السائد فيه، فكلها جعلت من البحر الميت نقطة جذب سياحية عالمية، وخصوصًا فيما يتعلق بالسياحة العلاجية. وتحوي المنطقة على آلاف الغرف الفندقية، حيث تتركز في الجزء الشمالي الشرقي في الأردن، بالإضافة إلى الجزء الغربي المطل على الحوض الجنوبي. وقد رُشح ليكون أحد عجائب الدنيا السبع الطبيعية في نطاق البحيرات.
ورغم أن دولة فلسطين لها جزء يطل على البحر الميت إلا أن السلطات الإسرائيلية لا تسمح للفلسطينيين باستغلال مواردهم من البحر، بل تمنعهم تماما من الذهاب إلى ساحل البحر الميت بحجة الأمن. وتشكل حقوق الفلسطينيين في استغلال نصيبهم من البحر الميت نقطة هامة في مباحثات السلام، بالإضافة إلى حقوقهم في مياه الشرب.

## التسمية

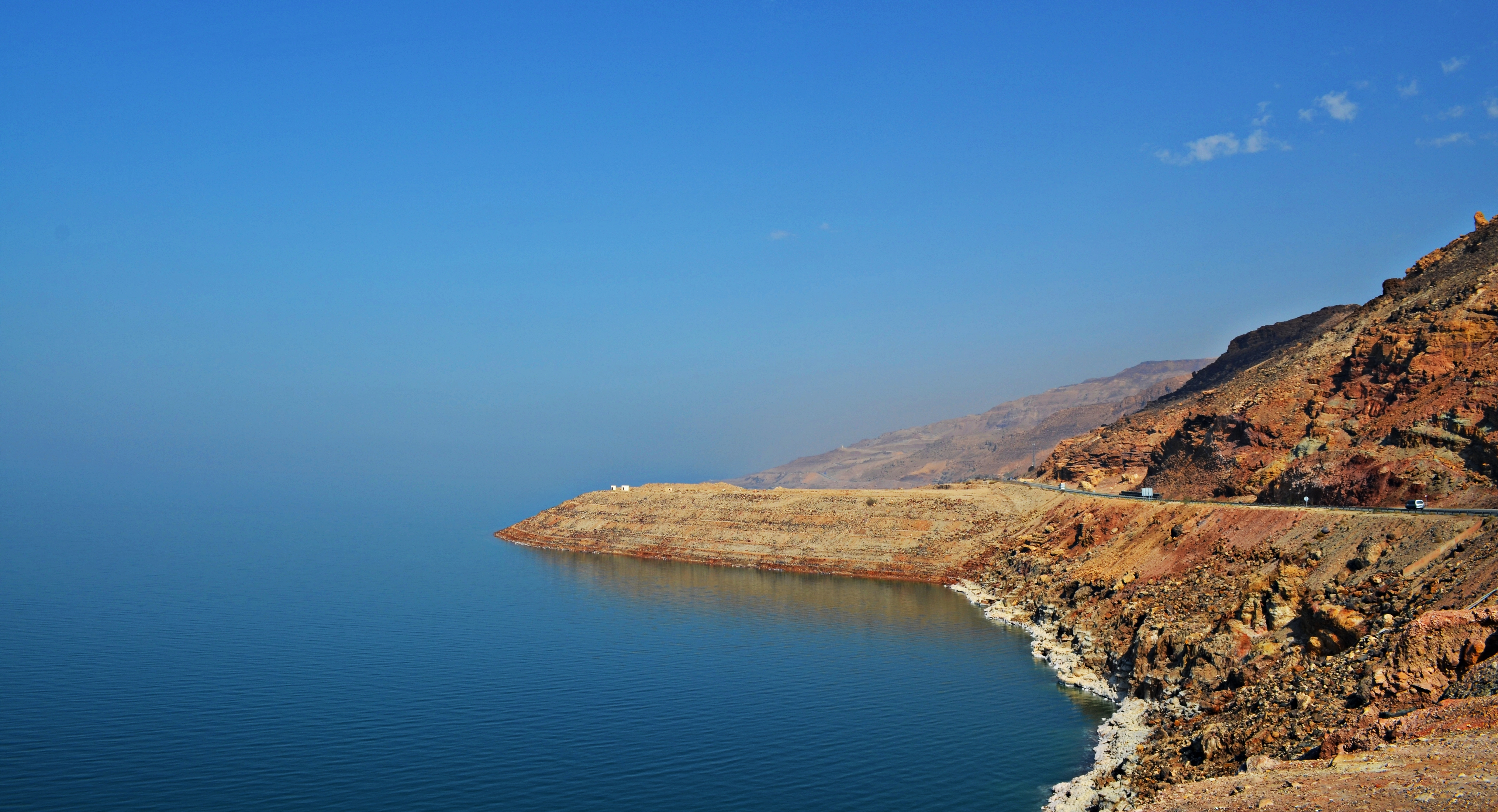
البحر الميت من الجانب الأردني.

أُطلق على البحر الميت تاريخيّا عدة أسماء قديمة في العهد القديم مثل: «بحر الملح» و«بحر العربة» و«البحر الشرقي» و«عمق السديم». وفي عهد عيسى المسيح عُرف بـ «بحر الموت»، و«بحر سدوم» نسبة إلى منطقة سدوم المجاورة، كما دُعي «البحيرة المنتنة» لأن مياهه وشواطئه لها رائحة منتنة. كما دُعي «بحيرة زغر» نسبة إلى بلدة زُغر التي كانت تقع على شاطئه الجنوبي الشرقي، واُطلق عليه اسم «بحر الزفت» نسبةً إلى قطع الزفت التي كانت تطفو على سطحه في بعض الأحيان وخاصة عند حدوث الزلازل. وقد كان بعض سكان المنطقة يتاجرون في قطع الزفت التي يستخرجونها ويبيعونها. كما ذكره المقدسي في كتابه «أحسن التقاسيم في معرفة الأقاليم» باسم «البحيرة المقلوبة». وقد سُمي أيضًا «بحيرة لوط» نسبةً إلى النبي لوط الذي سكن وقومه بالقرب منه قبل أن يحل بهم العذاب. أما الإغريق فكانوا أول من أطلق عليه اسم «البحر الميت» لعدم وجود حياة فيه.
وحسب نظرية عالم الإراضة البروفيسور ليو بيكارد كان في الماضي جزءا من بحيرة واسعة حلوة المياه امتدت على منطقة غور الأردن ومرج ابن عامر وصبت في البحر الأبيض المتوسط. وحسب هذه النظرية أسفرت التغييرات في علوّ الأرض قبل مليوني عام تقريباً إلى انقطاع الوصلة بين تلك البحيرة والبحر الأبيض المتوسط، وإلى تضيق البحيرة إلى بحيرة طبريا، نهر الأردن والبحر الميت. فأدى حصر مياه البحر الميت، وتبخر الماء إلى زيادة نسبة الأملاح فيه.

## الجغرافيا

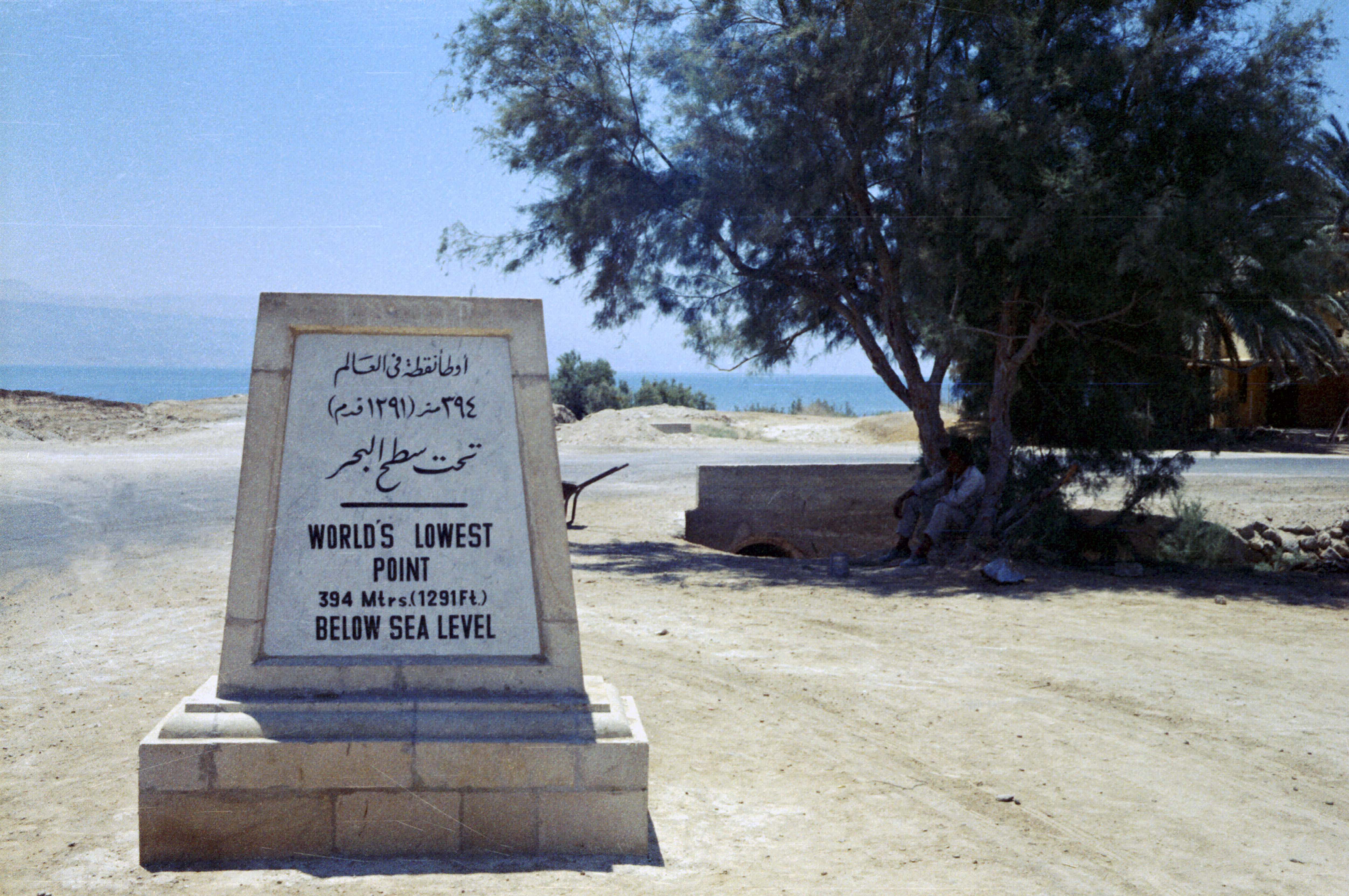
منسوب البحر الميت عام 1971.

يحد البحر الميت من الشرق جبال محافظة مادبا ومحافظة الكرك في الأردن، ومن الغرب الضفة الغربية وجبال الخليل في فلسطين. أما شمالاً فيحده منخفض البحر الميت ومصب نهر الأردن، ومن الجنوب جرف خنزيرة، الذي يُعتبر بداية وادي عربة. يُعتبر خط التقسيم فيه حدًا فاصلاً بين الأردن وفلسطين تماشيًا مع نهر الأردن في الشمال، ووادي عربة في الجنوب. يقع بين دائرتيّ عرض 31.03 و31.43 شمالاً، وبين خطيّ طول 35.21 و35.35 شرقًا. يبعد عن القدس 24 كم إلى الشرق، وعن عمّان 38 كم إلى الجنوب الغربي. تبلغ مساحته الأصلية حوالي 1000 كم2، إلا أنها تقلّصت خلال الأربع عقود الماضية إلى حوالي 650 كم2. ويبلغ أقصى عرض له 17.5 كم، وأضيق نقطة تقع عند مضيق اللسان بعرض 2 كم، أما أعمق نقطة فيه فتقع على بعد 5 كم جنوب غرب مصب وادي زرقاء ماعين، ويبلغ عمقها 399 م، بينما ينخفض سطحه بحوالي 395 عن سطح البحر المتوسط.
وتحف الشواطئ الشرقية والغربية للبحر الميت منحدرات عمودية على شكل أبراج صدعية والتي تشكل جزءاً من الشق السوري الأفريقي. إن منحدرات الوادي تتجه إلى أعلى برقة إلى ناحية الشمال في اتجاه نهر الأردن وإلى ناحية الجنوب في اتجاه وادي عربة. ومن الناحية التاريخية فإن البحر الميت يتكون من حوضان: الحوض الرئيسي الشمالي والذي يبلغ عمقه 320 مترًا (في عام 1997) والحوض الجنوبي الضحل والذي منه تراجع البحر الميت منذ عام 1978. والحوضين منقسمان عن طريق شبه جزيرة لسان ومضايق الموت التي لديها تل من الطمي.

### المناخ
يتمتع البحر الميت بسماء مشمسة على مدار السنة، بالإضافة إلى الهواء الجاف. وتتساقط الأمطار على المنطقة بشكل قليل جداً بأقل من 50 ملم (2 بوصة) بينما يبلغ متوسط درجة الحرارة في الصيف بين 32 و39 درجة مئوية. وتتراوح درجات الحرارة في فصل الشتاء المتوسط بين 20 و23 درجة مئوية. كما تعتبر نسبة الرطوبة منخفضة حيث توازي 35% في معدلها. أما الإشعاعات الشمسية، فلقد دلّت الدراسات على وجود طبقة غنية بالأوزون فوق سطح البحر تصل إلى ارتفاع 25 كيلومتراً، ويقوم الأوزون بالإضافة إلى بخار الماء فوق البحر بعملية ترشيح وفلترة للأشعة الفوق بنفسجية.
ويُعد تركيز الأكسجين في هواء منطقة البحر الميت الأعلى في العالم، بصفته المنطقة الأكثر انخفاضًا. وتصل نسبة الأكسجين فيه إلى 36%، علمًا بأن النسبة العالمية تصل إلى 26%. أما بالنسبة إلى الضغوط الجوي في منطقة البحر الميت، فيترواح بين 796 و799 ملم زئبقي، وبهذا يُعتبر الأعلى في العالم.
| البيانات المناخية لـمنطقة البحر الميت | البيانات المناخية لـمنطقة البحر الميت | البيانات المناخية لـمنطقة البحر الميت | البيانات المناخية لـمنطقة البحر الميت | البيانات المناخية لـمنطقة البحر الميت | البيانات المناخية لـمنطقة البحر الميت | البيانات المناخية لـمنطقة البحر الميت | البيانات المناخية لـمنطقة البحر الميت | البيانات المناخية لـمنطقة البحر الميت | البيانات المناخية لـمنطقة البحر الميت | البيانات المناخية لـمنطقة البحر الميت | البيانات المناخية لـمنطقة البحر الميت | البيانات المناخية لـمنطقة البحر الميت | البيانات المناخية لـمنطقة البحر الميت |
| الشهر                                 | يناير                                 | فبراير                                | مارس                                  | أبريل                                 | مايو                                  | يونيو                                 | يوليو                                 | أغسطس                                 | سبتمبر                                | أكتوبر                                | نوفمبر                                | ديسمبر                                | المعدل السنوي                         |
| ------------------------------------- | ------------------------------------- | ------------------------------------- | ------------------------------------- | ------------------------------------- | ------------------------------------- | ------------------------------------- | ------------------------------------- | ------------------------------------- | ------------------------------------- | ------------------------------------- | ------------------------------------- | ------------------------------------- | ------------------------------------- |
| الدرجة القصوى °م (°ف)                 | 26.4 (79.5)                           | 30.4 (86.7)                           | 33.8 (92.8)                           | 42.5 (108.5)                          | 45.0 (113.0)                          | 46.4 (115.5)                          | 47.0 (116.6)                          | 44.5 (112.1)                          | 43.6 (110.5)                          | 40.0 (104.0)                          | 35.0 (95.0)                           | 28.5 (83.3)                           | 47.0 (116.6)                          |
| متوسط درجة الحرارة الكبرى °م (°ف)     | 20.5 (68.9)                           | 21.7 (71.1)                           | 24.8 (76.6)                           | 29.9 (85.8)                           | 34.1 (93.4)                           | 37.6 (99.7)                           | 39.7 (103.5)                          | 39.0 (102.2)                          | 36.5 (97.7)                           | 32.4 (90.3)                           | 26.9 (80.4)                           | 21.7 (71.1)                           | 30.4 (86.7)                           |
| متوسط درجة الحرارة الصغرى °م (°ف)     | 12.7 (54.9)                           | 13.7 (56.7)                           | 16.7 (62.1)                           | 20.9 (69.6)                           | 24.7 (76.5)                           | 27.6 (81.7)                           | 29.6 (85.3)                           | 29.9 (85.8)                           | 28.3 (82.9)                           | 24.7 (76.5)                           | 19.3 (66.7)                           | 14.1 (57.4)                           | 21.9 (71.4)                           |
| أدنى درجة حرارة °م (°ف)               | 5.4 (41.7)                            | 6.0 (42.8)                            | 8.0 (46.4)                            | 11.5 (52.7)                           | 19.0 (66.2)                           | 23.0 (73.4)                           | 26.0 (78.8)                           | 26.8 (80.2)                           | 24.2 (75.6)                           | 17.0 (62.6)                           | 9.8 (49.6)                            | 6.0 (42.8)                            | 5.4 (41.7)                            |
| الهطول مم (إنش)                       | 7.8 (0.31)                            | 9.0 (0.35)                            | 7.6 (0.30)                            | 4.3 (0.17)                            | 0.2 (0.01)                            | 0.0 (0.0)                             | 0.0 (0.0)                             | 0.0 (0.0)                             | 0.0 (0.0)                             | 1.2 (0.05)                            | 3.5 (0.14)                            | 8.3 (0.33)                            | 41.9 (1.65)                           |
| متوسط أيام هطول الأمطار               | 3.3                                   | 3.5                                   | 2.5                                   | 1.3                                   | 0.2                                   | 0.0                                   | 0.0                                   | 0.0                                   | 0.0                                   | 0.4                                   | 1.6                                   | 2.8                                   | 15.6                                  |
| متوسط الرطوبة النسبية (%)             | 41                                    | 38                                    | 33                                    | 27                                    | 24                                    | 23                                    | 24                                    | 27                                    | 31                                    | 33                                    | 36                                    | 41                                    | 32                                    |
| المصدر: خدمة الأرصاد الجوية           |                                       |                                       |                                       |                                       |                                       |                                       |                                       |                                       |                                       |                                       |                                       |                                       |                                       |

### الجيولوجيا

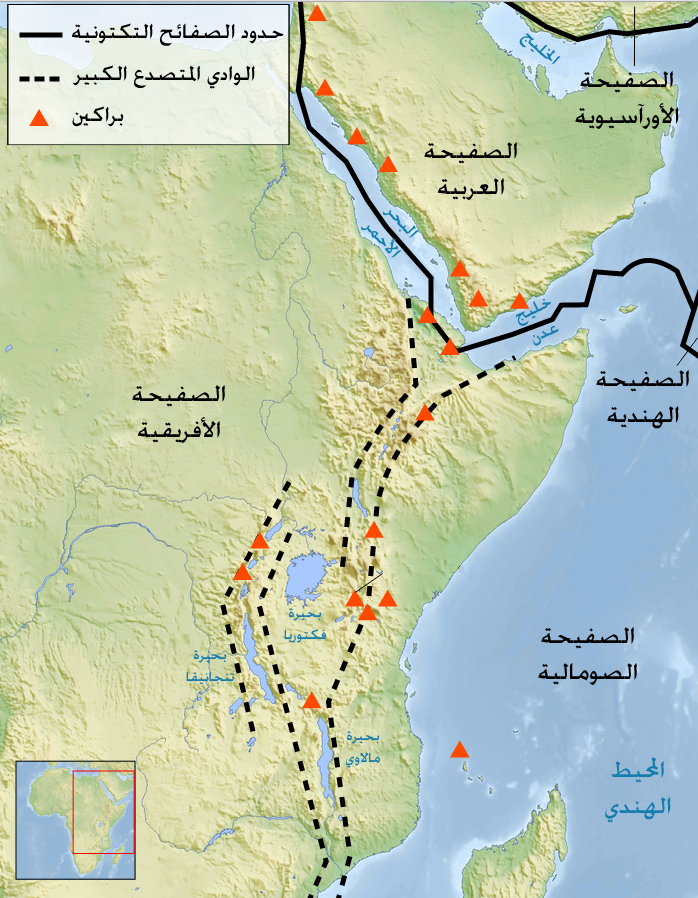
الشق السوري الأفريقي.

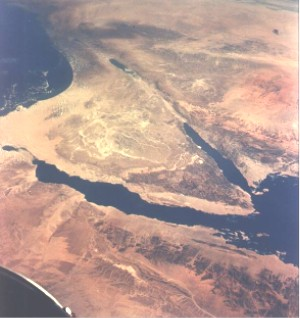
أخدود وادي الأردن.

يشكل وادي الأردن جزءاً من الأخدود العظيم (حفرة الانهدام التاريخية) والذي يمتد من تركيا إلى شرق أفريقيا. وقد تشكل نتيجة تغيرات جيولوجية شهدتها القشرة الأرضية منذ ملايين السنين، وقد تشكّل في قلبها البحر الميت الذي كان يمتد في الأصل على طول 360 كلم من العقبة جنوبًا إلى بحيرة طبريا شمالاً. يعتبر وادي الأردن بأرضه الخصبة ومناخه الدافئ، والبحر الميت بمياهه العلاجية، مركز جذب سكاني عبر التاريخ، فقد شهد هذا الوادي العديد من الأقوام والحضارات التي تعود إلى عصور قديمة جدًا. وقد تم الكشف عن أكثر من 200 موقع أثري حتى اليوم، ومعظم هذه المواقع المحيطة بمنطقة البحر الميت تتصل اتصالاً وثيقًا بأحداث ذُكرت في الكتاب المقدس، ومن أهمها كهف النبي لوط.
وقد أجرى بعض الباحثين الإسرائيليين مسحًا جيولوجيًا لقاع البحر الميت عام 1967، وقالوا: «يبدوا أن قاع البحر الميت الحالي مكون من صخور تكوين أصدم الملحي الذي يقع تحت الحوض الجنوبي للبحر الميت». بمعنى أن هذه الكتلة كانت تحت قرى النبي لوط، وأن تكوين هذه البقعة المنخفضة كما ورد مشابه لتكوين أصدم، بينما المحيط الموجود فيه هو من تكوينات جيولوجية مختلفة عنها، هذا بالإضافة إلى وجود صدوع مستعرضة حول هذه البقعة تؤكد أنها لم تكن أساسًا ضمن التكوين الصخري الموجود فيه، وإنما جاءته من منطقة أخرى، وهذا يؤيد حدوث مثل هذا الانزلاق لهذه الكتلة الصخرية. كما يؤيد صحة هذا الدليل صورة الأقمار الصناعية لقاع البحر الميت، والتي يظهر فيها ست نقاط يُعتقد أنها تجمعات سكانية تمثل قرى النبي لوط، وصورة غواصة بريطانية لنفس المنطقة عام 1957 يظهر فيها أيضًا آثار مساكن وقرى مطموة بالملح.

### التشكل
يُعتبر البحر الميت ظاهرة طبيعية نادرة الوجود في العالم، فهو بحيرة مغلقة لا تتصل بالبحار الخارجية المجاورة (البحر المتوسط والبحر الأحمر). كما يقع في منطقة كانت جزءاً من الموطن الأصلي للإنسان الأول، ومهبطًا للديانات السماوية الرئيسية، ومكانًا لنشوء الحضارات القديمة، ومعبرًا للحركات التجارية والغزوات العسكرية عبر العصور التاريخية المتتابعة.

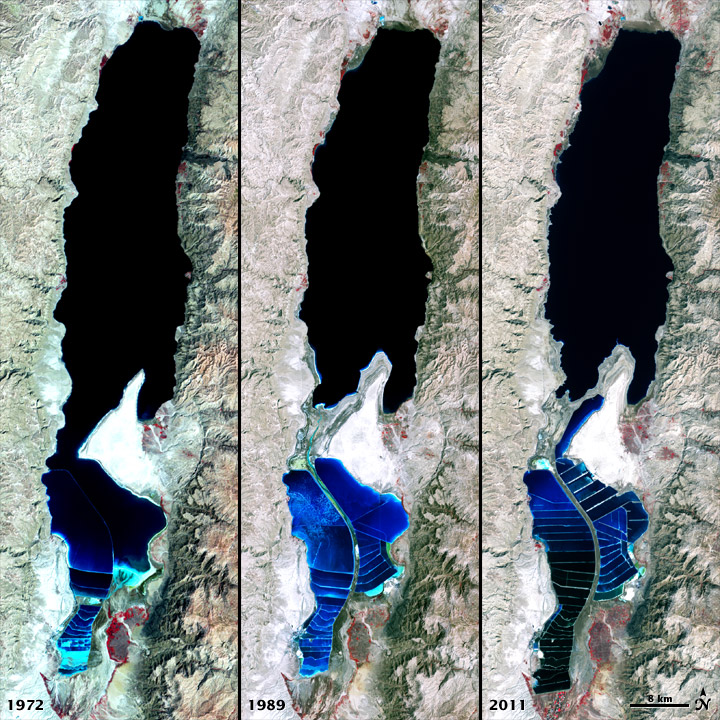
صورة جوية للبحر الميت خلال السنوات 1972، 1989، 2011.

يعود بداية التشكل الجيولوجي للبحر الميت إلى أواخر العصر الثلاثي، أي قبل حوالي 3 - 7 مليون سنة. فقد تكوّن على أنقاض البحيرات القديمة التي شغلت الانهدام الأردني حيث يقول علماء الجيولوجيا: أن «بحر تيش» أو Tythas الذي يشغل البحر المتوسط جزءاً من مكانه، كان يغطي أغلب أراضي المنطقة العربية، وبعد انحساره وتراجعه ووصوله إلى الشكل الحالي للبحر المتوسط، بقيت منطقة الغور ممتلئة بالمياه مكونة بحيرة أصدم القديمة التي كانت تتصل بالبحر المتوسط بواسطة مرج بن عامر ثم غور الأردن الأوسط حتى عصر الميوسين. وبعد عصر الميوسين، انقطع اتصال البحيرة الأردنية القديمة (بحيرة ما بعد أصدم) بالبحر المتوسط. وأخذت تنحصر شيئاً فشيئاً نتيجة لارتفاع مستوى التبخر في المنطقة بسبب درجات الحرارة المرتفعة. ويعتقد العلماء بأن البحيرة تعرضت لعملية هبوط ثانية بسبب الضغط الكبير الواقع عليها، بسبب تركز الأملاح في قاعها حتى تكوّن البحر الميت بشكله الحالي والذي يعتبره علماء الجيولوجيا حالة دراسية نادرة الوجود، حيث يقع أطول فالق إزاحي قاري في العالم يصل امتداده إلى أكثر من 1000 كم مصحوب بإزاحة جانبية تبلغ حوالي 105 كم. وقد لفت انهدام البحر الميت بتشكيله الجيولوجي ونشاطه التكتوني انتباه الكثير من العلماء في شتى مجالات علوم الأرض.
تتميز مياه البحر الميت بشدة ملوحتها التي تصل إلى 340 غم/ لتر في أعماقه، وهي نسبة كبيرة جدًا، إذ تبلغ الملوحة فيه عشرة أضعاف ملوحة البحار والمحيطات. ويختزن البحر الميت في باطنه ثروة هائلة لمجموعة كبيرة من الأملاح قد لا تنضب بسبب ضخامة حجمها ودخولها في الصناعات الحديثة. اختلفت الآراء حول أصل تكون هذه الأملاح، وفيما يلي استعراض لثلاث نظريات تفسر كيفية تكونها:
- نظرية ترسيب الأملاح البحرية: وتقول أن هذه الأملاح جاءت من مصدرين هما الترسيب المائي، والترسيب الجوي.[25]
- نظرية تجمع الأملاح التحتية: وتقول أن الأملاح تكونت من مياه نهر الأردن والأودية والينابيع الجانبية التي ترفد البحر الميت مباشرة، فهي تحتوي على كميات هائلة من الأملاح مشابهة لأملاح البحر الميت.[25]
- نظرية الأمطار البركانية: وتقول أن جزءاً من أملاح البحر الميت تكون نتيجة العذاب الذي حل بقوم لوط.[25]

### التركيب الكيمائي

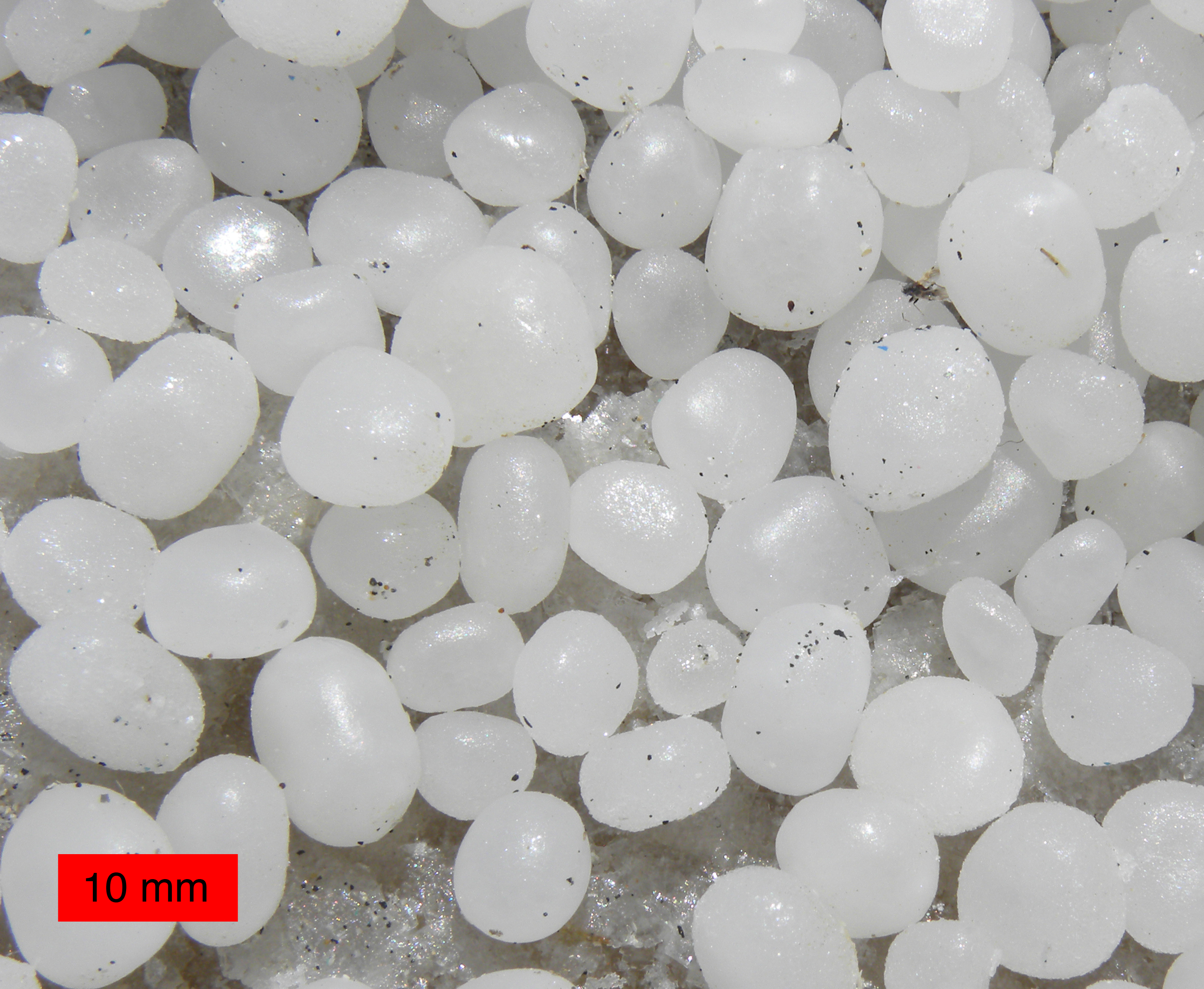
حصى شاطئية من الهاليت؛ من ساحل البحر الميت الغربي.

تُقدر كمية التبخر في مياه البحر الميت بحوالي 1600 ملم في العام. وبحسب الفحوصات التي أُجريت على مياهه فإن عملية التبخر والتغيرات الكيمائية تحدث خلال الأربعين مترٍ العليا، وما دونها فهو ثابت لا يتغير. إذاً تختلف كمية ونوعية الأملاح حسب العمق. وتبلغ الأملاح المذابة 44 مليار و957 مليون طن. ومن هذه الكمية تُقدر المواد التالية بملايين الأطنان: كلوريد المغنيسيوم حوالي 23 ألف مليون طن، ملح الطعام حوالي 12 ألف مليون طن، كلوريد الكالسيوم حوالي 6 الآف مليون طن، كلوريد البوتاسيوم حوالي ألفين مليون طن، بروميد المغنسيوم حوالي 975 مليون طن، كبريتات الكالسيوم حوالي 105 مليون طن، بيكربونات الكالسيوم حوالي 46 مليون طن، وكلوريد الروبيديوم حوالي 12 مليون طن.
ومن الجدير بالذكر، أن هناك مصادر أخرى عملت على زيادرة نسبة الأملاح في البحر الميت كالينابيع الساخنة والمعدنية مثل: ينابيع الزهار الكبريتية، وحمامات زرقاء ماعين، إذ أن التحاليل التي اُُجريت على مياه هذه المصادر دلت على نفس التركيب الكيماوي لمياه البحر الميت، حتى أن التحاليل الكيميائية التي أُجريت لمياه منجم بترول أسدم أظهرت علاقتها بمياه البحر الميت.
إن قوة تركيز أملاح البحر الميت التي ينفرد بها عن كل بحار العالم الداخلية هي عجيبة في حد ذاتها. ولا يقف الأمر عند هذا الحد، بل أن التركيب الكيماوي لمياه هذا البحر يختلف أيضًا عن غيره من بحار العالم الداخلية الأخرى، فهو يتكون في معظمه من أملاح الكبريتات والكربونات. والغريب في الأمر أيضًا، أن أملاح الكالسيوم تكاد تكون معدومة، إذ أن ذلك لا يحدث لأي بحر داخلي مثل البحر الميت. والأغرب من ذلك كله وجود كمية البروم العالية التي تبلغ 5920 ملغم لكل لتر والتي لا يوجد مثلها في أي بحر معروف، حيث أن كمية البروم في المحيطات تبلغ 290 ملغم/ لتر وفي البحار المالحة 1000 ملغم/ لتر.

### الروافد المغذية
يغذّي البحر الميت بالإضافة إلى نهر الأردن، عدد من الوديان والسيول الممتدة على جانبيه الغربي والشرقي. إذ يبلغ عددها من الجانب الغربي 23 واديًا وسيلاً، فيما يبلغ عددها من الشرق 5 فقط.
وتبلغ مساحة المجاري المتعلقة بالبحر الميت 40,6 كم2. وتأتي معظم تدفقات المياه إلى البحر الميت من مناطق ذات الكثافة المطرية النسبية لمجرى نهر الأردن إلى الشمال والمنحدرات العمودية للوادي المتصدع لشرق وغرب البحر الميت. وإلى الجنوب، يغطي خط تقسيم مياه وادي عربة المناطق القاحلة للنقب وصحراء الأردن الجنوبية.

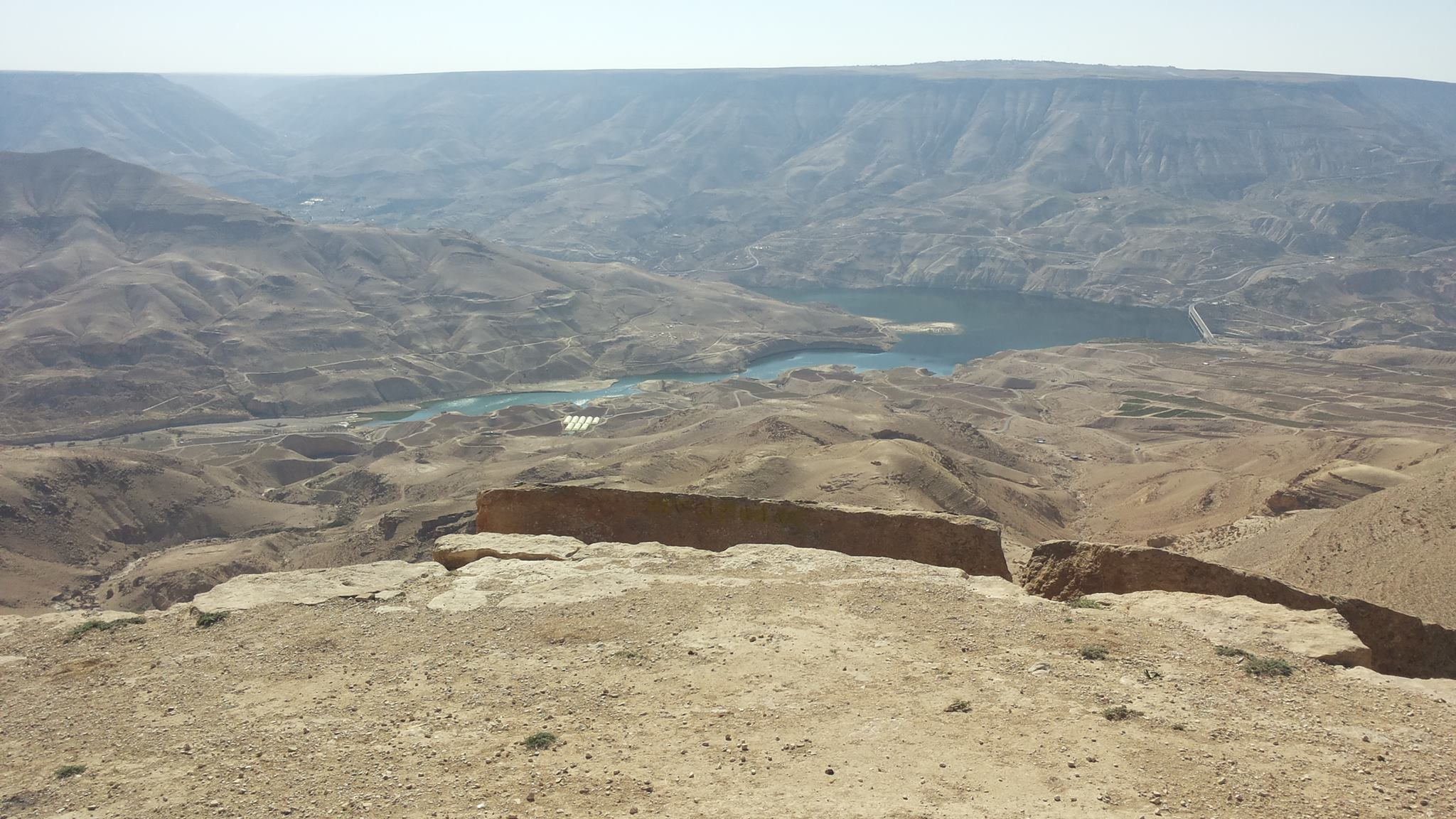
وادي الموجب، يغذي من الشرق
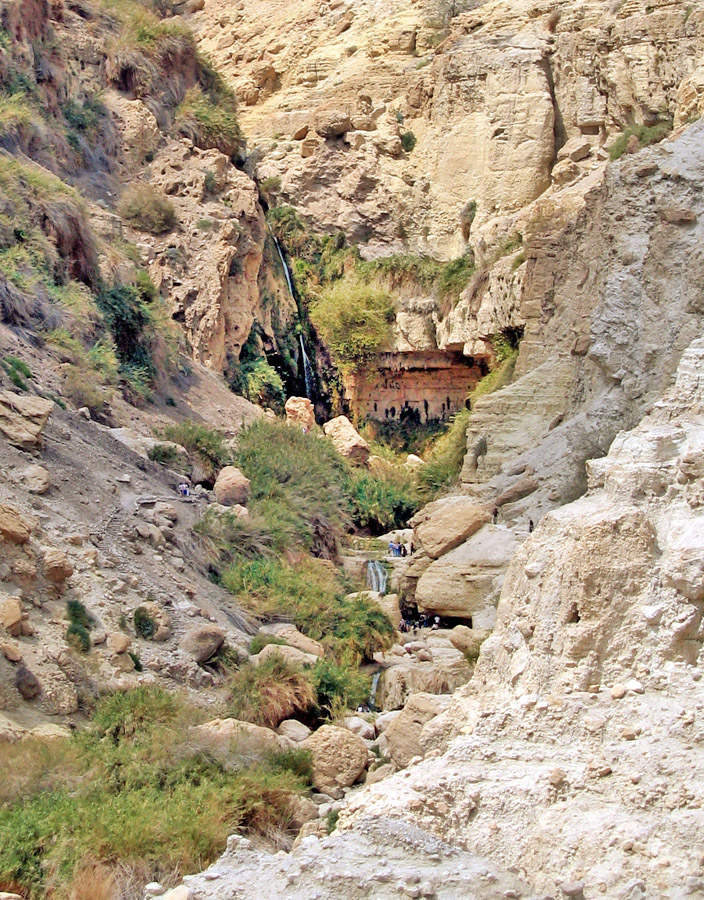
وادي داود، يغذي من الغرب
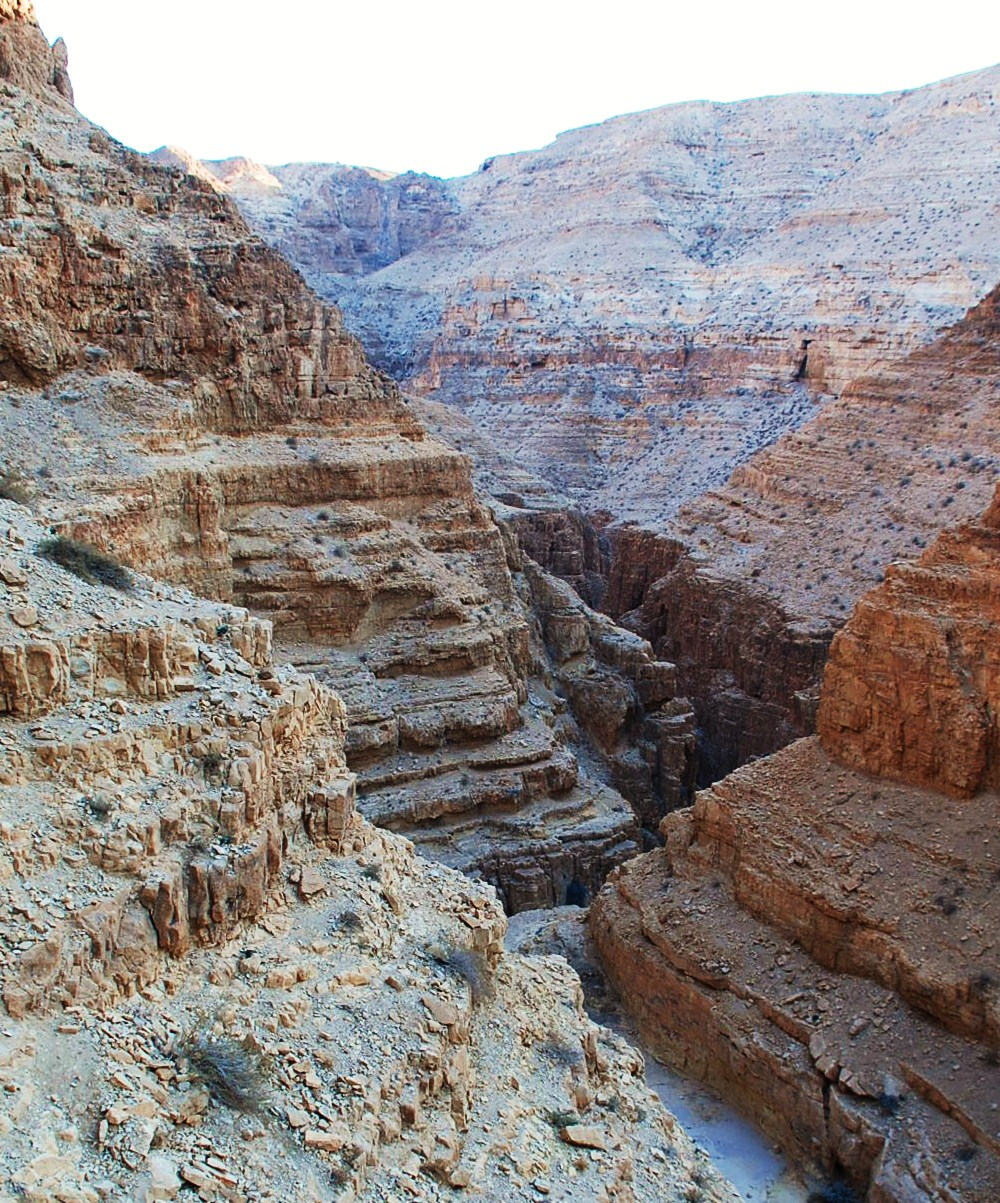
وادي المربعات، يغذي من الغرب
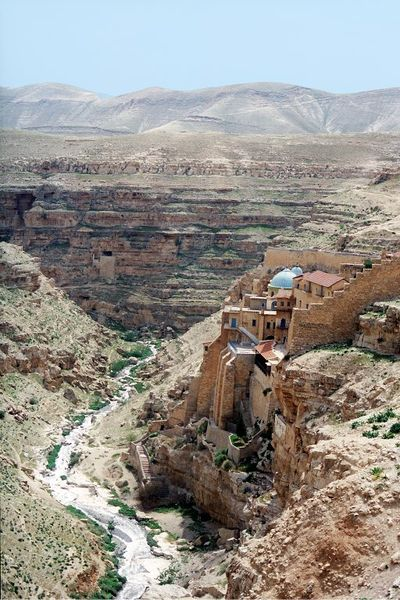
وادي قدرون، يغذي من الغرب
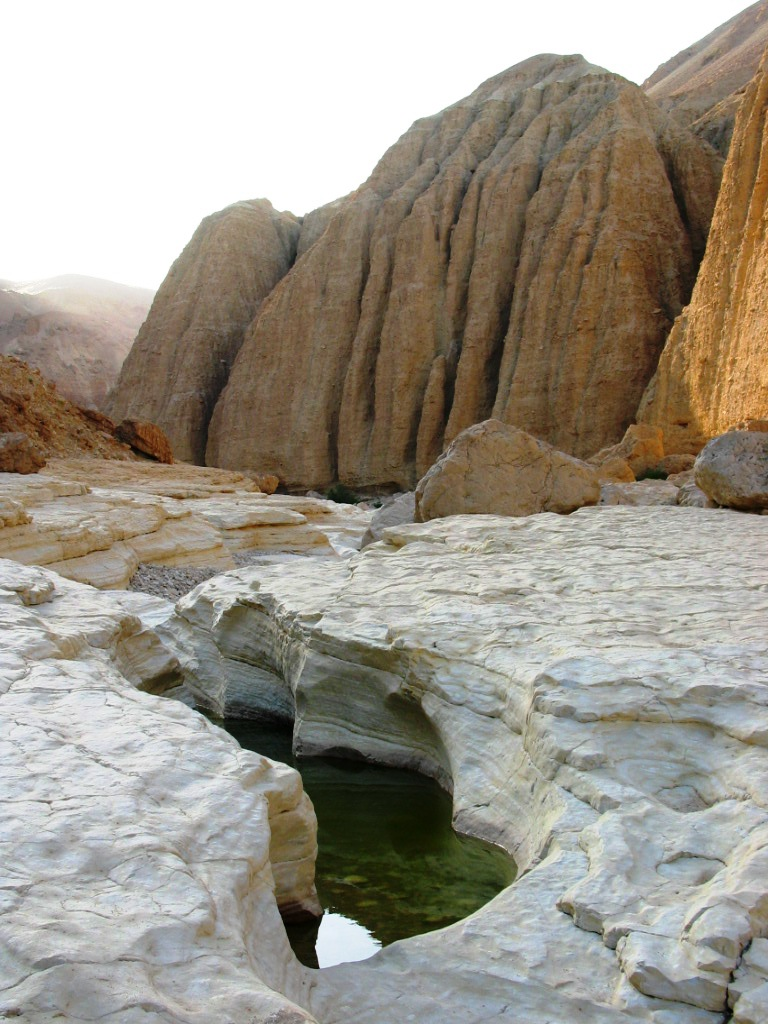
وادي السيال، يغذي من الغرب

### مشروع القناة

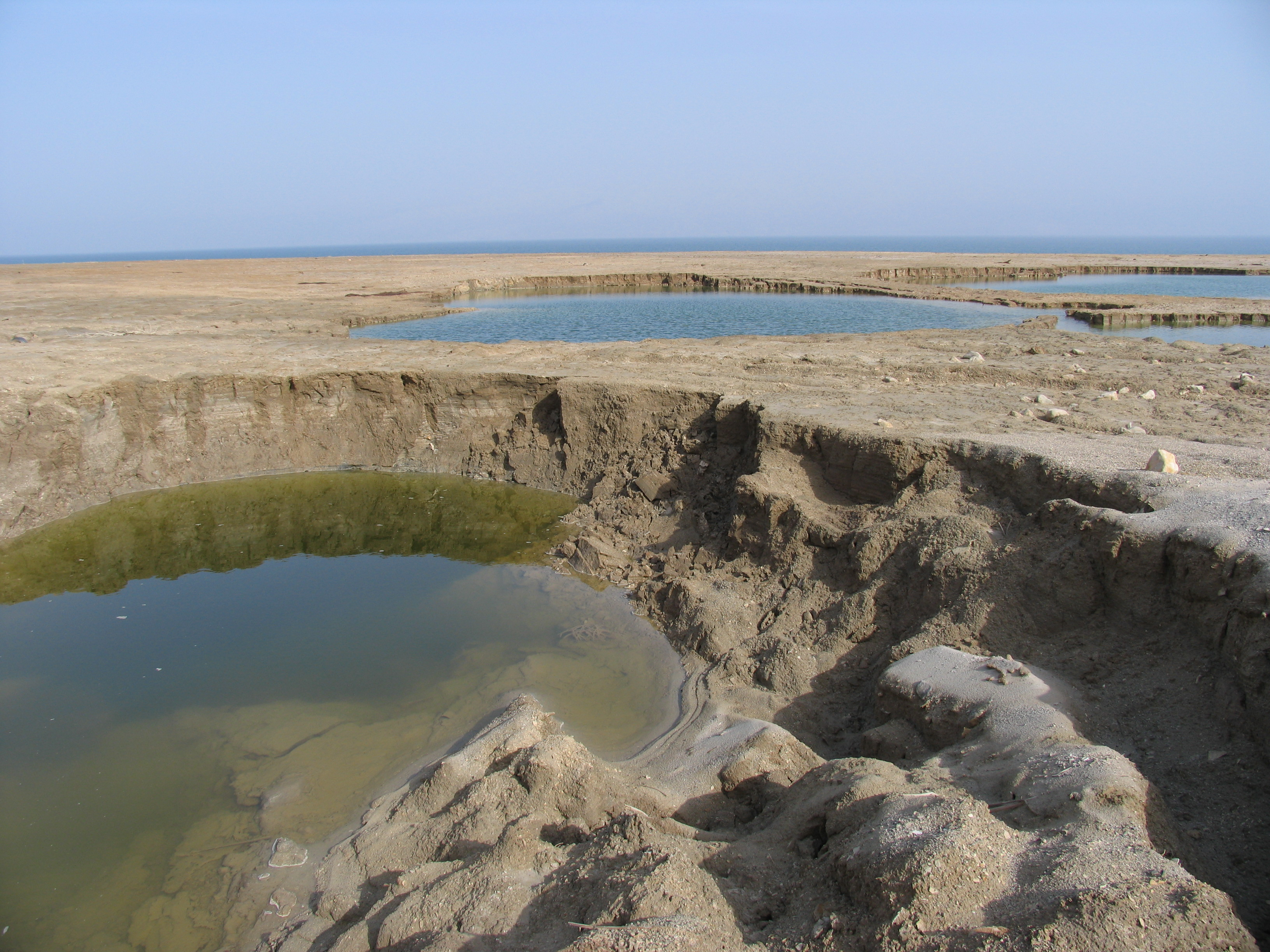
حفر بالقرب من البحر الميت.

كارثة زوال البحر الميت. الفرق بين عامي 1960 و2007.

يمر مُستوى المياه في هذا البحر التاريخي يتراجع حاليًا بمُعدلات لا تُصدق تاركًا خلفة آلاف الحفر، حيث يوجد حاليًا ما يُقارب 3000 حُفرة على الجانب الغربي ومئات الحُفر على الجانب الشرقي، وذلك بارتفاع شديد في وتيرة تشكل هذه الحُفر بشكل فُجائي، في وقت كان البحر يحتوي فيه على 40 حفرة فقط في العام 1990. الخُبراء في هذه المجال يُشيرون إلى أن مثل هذه الحفر تظهر حاليًا بمُعدّل حُفرة واحدة يوميًا، وأن المخيف فيها هو عدم وجود طريقة بمعرفة مكان أو توقيت ظُهورها. ظهور هذه الحفر متعلق بصورة مباشرة بتعرض البحر الميت للجفاف بمُعدل متر واحد سنويًا، بحيث تنهار الأرض فجأةً وتتشكّل حفر كبيرة أحيانًا مما يُشكل خطرًا على المناطق المُحيطة بالبحر من مزارع وطرقات وحتى أبنية كالفنادق أو المنازل. وتتشكل الحُفر هذه نتيجةً لتفاعُل المياه العذبة القادمة من مياه الأمطار أو بعض الينابيع تحت الأرض بالأملاح الموجودة في الأرض بعد تعرُض مساحات جديدة للتجفيف.
ولإنقاذ البحر الميت من الجفاف، قام الأردن بالتعاون مع كل من السلطة الفلسطينية وإسرائيل بالتخطيط لمشروع اُطلق عليه «قناة البحرين»، وهو مشروع مقترح لشق قناة تربط بين البحر الميت وأحد البحار الـمفتوحة (البحر الأحمر أو البحر الأبيض المتوسط)، مستفيدا من 400 متر الفرق في منسوب المياه بيـن البحار. قد تعوض المياه المتدفقة عبر القناة انخفاض مستوى البحر الميت بسبب تحويل المياه إلى إسرائيل بواسطة سد دغانيا المقام على نقطة الاتصال بين بحيرة طبريا ونهر الأردن. وسحب المياه الحلوة المتدفقة طبيعيًا إلى البحر الميت إلى أجهزة الري الإسرائيلية والفلسطينية والأردنية. بالمقابل، عارض المشروع الكثير من المنظمات البيئية في المنطقة، حيث أشارت عدد من الدراسات أن تدفق حوالي ملياري متر مكعب سنويًا من مياه البحر الأحمر إلى البحر الميت سيحدث تأثيرات بالغة الخطورة على كنوز وثروات البحر الأحمر، حيث مناطق الشعب المرجانية وحدائقها التي لا تقدر بثمن، كما سيغير من تركيبة البحر الميت. من جهة أخرى، يرى نشطاء سياسيون أن للمشروع أبعادًا سياسية وإستراتيجة تضر الأردن والسلطة الفلسطينية، وهي بناء المستوطنات الإسرائيلية، وجلب المزيد من المهاجرين وخلق واقع ديموغرافي جديد في المنطقة وخلق رافد بشري مستمر لقواها العسكرية.
وقد تم التوقيع رسميًا على اتفاقية بين الأطراف الثلاثة في كانون الأول/ ديسمبر 2013 لمد خط أنابيب ينقل المياه من البحر الأحمر إلى البحر الميت، حيث استمر تداول خطة ربط البحرين الأحمر والميت على مدار عقود وخضعت للعديد من التغيرات، كما أنها كانت مُتضمنة أيضًا في اتفاقية السلام بين إسرائيل والأردن عام 1994. ويشمل المشروع مرحلة أوليّة سيتم خلالها بناء خط أنابيب لنقل المياه طوله 180 كم من محطة تحلية المياه في ميناء العقبة الأردني الموجود على الساحل الشمالي الشرقي للبحر الأحمر إلى البحر الميت.
ويهدف المشروع إلى منع تدهور وانكماش البحر الميت وتوصيل المياه النقية إلى الأردنيين والفلسطينيين والإسرائيليين. ويعاني الأردن خصيصًا مؤخرًا من تداعيات نقص المياه بسبب زيادة عدد السكان في ظل استمرار تدفق اللاجئين من سوريا. وقد أعلن البنك الدولي أن البرنامج التجريبي قابل للتطبيق بتكلفة 10 مليارات دولار أمريكي، لكنه حذر وكذلك المنظمات البيئية من العديد من المخاوف البيئية المتعلقة بالمشروع.

## التاريخ

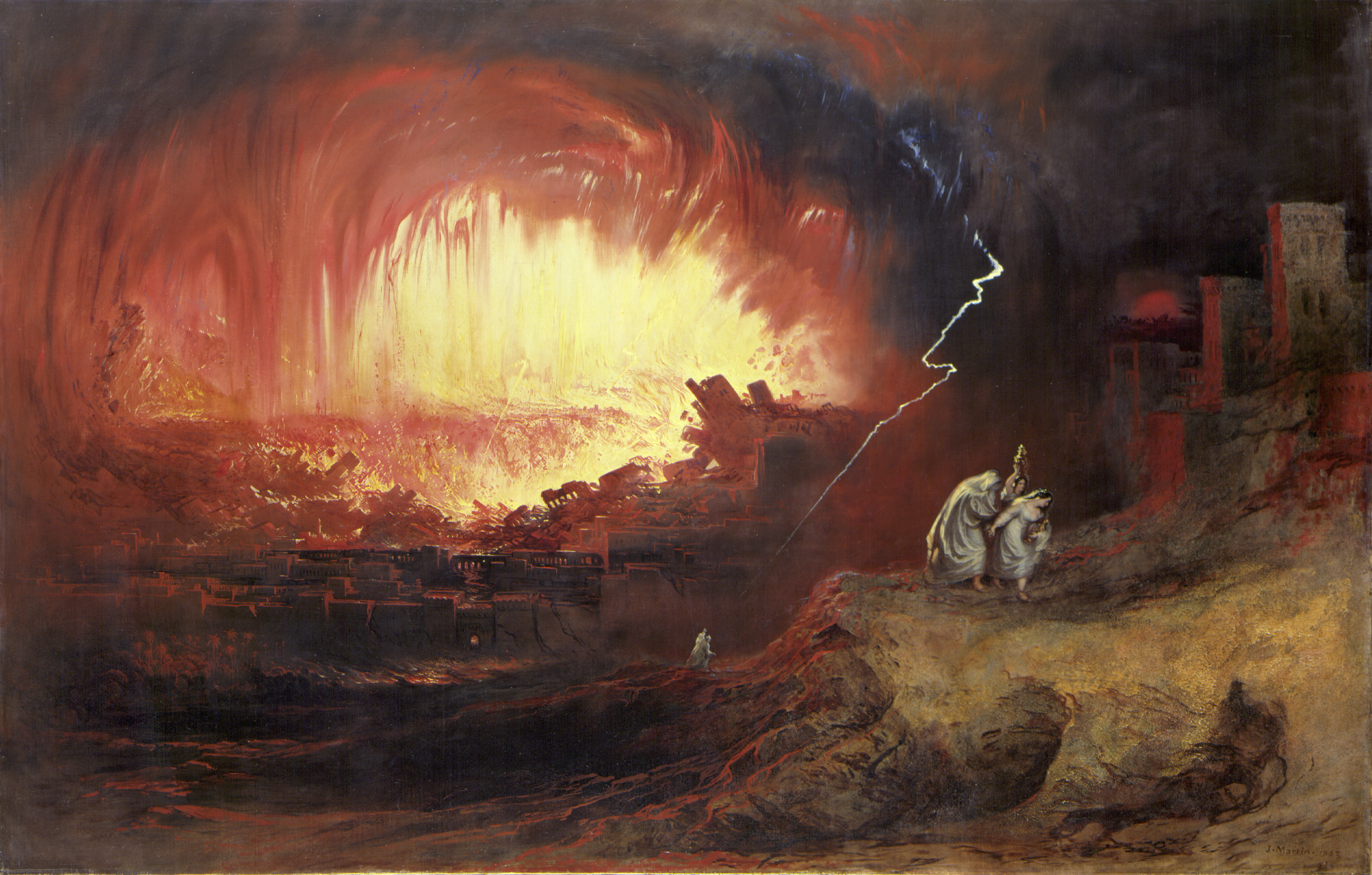
رسم تخيلي للعذاب الذي تعرض له سكان مدينتيّ سدوم وعمورة، وهم قوم لوط.

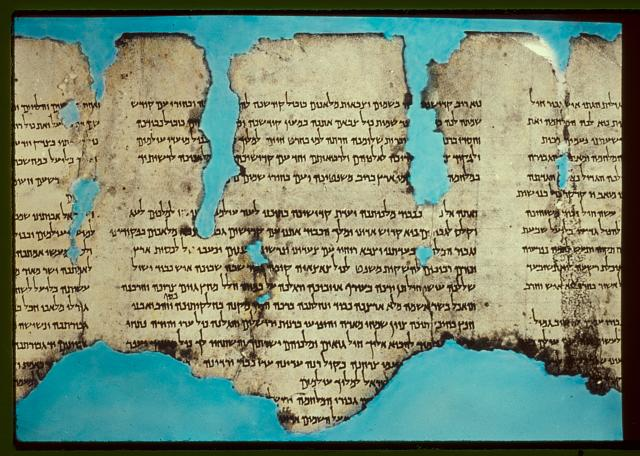
مخطوطات البحر الميت.

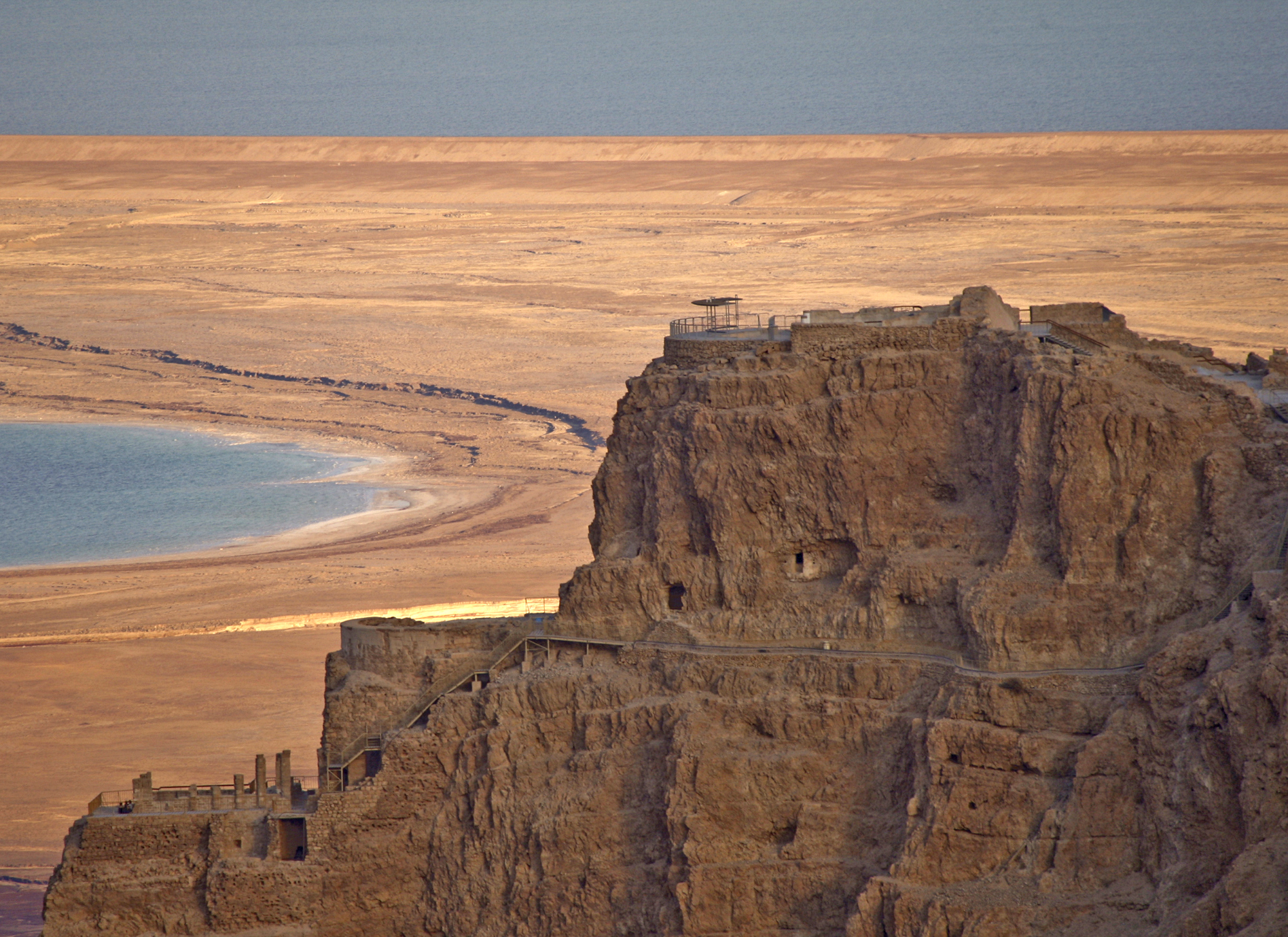
مسعدة، تقع في النقب، وتشرف على البحر الميت.

نالت منطقة سدوم وعمورة أهمية لاهوتية في كتابات الكثير من الباحثين ما بين الوصف كما في كتابات الرحالة العرب وغيرهم، وإتباع منهجية علمية في الدراسة عند بعض الباحثين ساهمت في تسليط بعض الضوء على حادثة الخسف الشهيرة التي عمت منطقة الحوض الجنوبي للبحر الميت. كما أكد الكثير من العلماء أن مكان الخسف قد تم في مكان الحوض الجنوبي للبحر الميت الحالي، وبأن المدن التي ذكرت في القرآن، والتوراة كانت موجودة في مكان الحوض الجنوبي، وأن الخسف الذي حدث في الألف الثاني قبل الميلاد قد دمّر المدن ومن سكنها. وقد استبعد بعضهم أن البحر الميت قد تكون في تلك الفترة فقد كان موجودا قبل حادثة الخسف. وقد أكدت بعض الدارسات أن البحر الميت قد تشكّل بعد تكون عدة بحيرات سبقت مرحلة البحر الميت الحالي، وأن بعض هذه البحيرات كانت ذات مياه عذبة.
ولقد اتفق العلماء على أن منخفض البحر الميت قد شغله عدة بحيرات سبقت تشكل البحر الميت الحالي وهي بحيرة أصدام، بحيرة السمرة، بحيرة اللسان، وبحيرة دامية، والبحر الميت الحالي.
فعندما بدأ تشكل منخفض الأغوار، كانت الجبال الشرقية متصلة مع الجبال الغربية. وعندها بدأ منخفض الأغوار بالتشكل بالحركة الأفقية أو العمودية كما أشار العديد من العلماء. ومهما يكن الأمر فقد انفرج منخفض الأغوار على شكل أحواض واسعة لكنها لم تكن عميقة، ويبدو أنه كان متصلا مع البحر المتوسط. ومع توالي عملية الانخفاض انقطع الاتصال ما بين البحر المتوسط ومنخفض البحر الميت. وينقطع بذلك اتصال البحر المتوسط مع الأغوار والذي زوّدها بالمياه فترات زمنية طويلة نسبيا. وأصبح مصدر المياه التي تغذي منطقة الأغوار يعتمد بشكل مباشر على مياه الأمطار.
وقد تعرضت تلك البحيرات خلال تاريخها الطويل إلى اختلاف من حيث الانخفاض عن مستوى سطح البحر والامتداد الأفقي وملوحة المياه. وكان تعتمد بشكل مباشر على رطوبة الجو ومعدلات الأمطار، حيث كانت تسود المنطقة فترات من الجفاف تليها فترات انتقالية ثم فترات رطبة مما يؤدي إلى جفاف تلك الأجسام المائية أو الامتلاء في الفترات الرطبة. وتشير المصادر الجيولوجية إلى أن بحيرة السمرة نتجت عن فترة رطوبة رافقها ازدياد كبير في معدلات الأمطار وأنها ترافقت مع إحدى العصور الجليدية إلى سادت الأرض وكانت ذات مياه عذبة. أما بحيرة اللسان فقد كانت مياهها عذبة أحيانًا ومالحة في أحيان أخرى حسب رطوبة الجو. وهي أكبر المسطحات المائية التي شغلت منخفض الأغوار حيث وصل طولها إلى 220 كم.

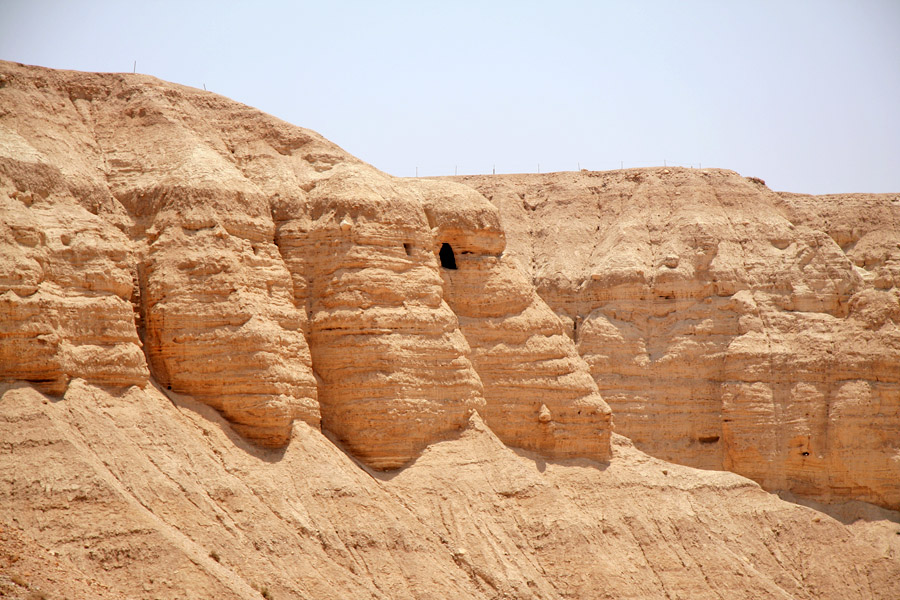
خربة قمران قرب أريحا، فلسطين.

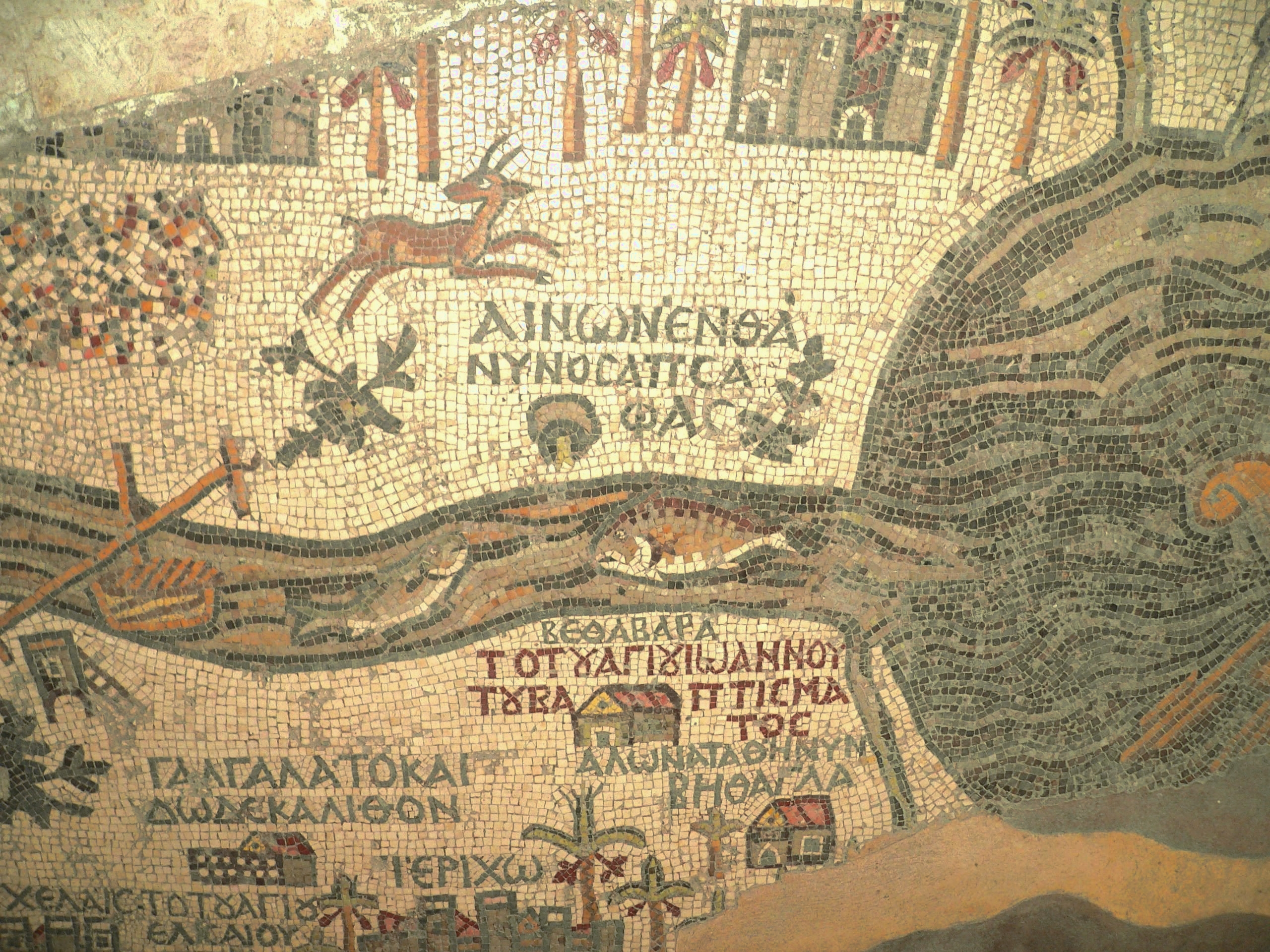
نهر الأردن والبحر الميت على خارطة مادبا الفسيفسائية في الأردن.

ومع نهاية بحيرة اللسان حدثت فترة جفاف قبل 14 ألف سنة، والتي أدت إلى جفاف معظم المسطحات المائية في منطقة الأغوار وهي متطابقة مع آخر عصر جليدي في فترة بحيرة دامية. ومع نهاية بحيرة دامية تشكّل البحر الميت الحالي قبل 11 ألف سنة، وقد كان مستوى سطحه يتعرض إلى تذبذب سببه الظروف الطبيعية الناتجة عن التقلبات المناخية إلى أن تحول التقلب في مستوى سطح البحر الميت إلى عوامل بشرية ناتجة عن تحويل مصادر تغذية البحر الميت بالمياه وأهمها نهر الأردن، وإقامة السدود المائية على الأودية التي ترفد البحر الميت بالمياه حتى انخفضت كمية المياه الواردة إلى البحر الميت من 1200 مليون متر مكعب قبل عام 1960 إلى أقل من 300 مليون متر مكعب في الوقت الراهن.
وقد وُصف البحر الميت في الكثير من الخرائط والمواقع الدينية اليهودية والمسيحية، حيث تُعد خارطة مادبا الفسيفسائية أهم تلك الخرائط. وهي جزء من أرضية لكنيسة قديمة في مدينة مادبا في الأردن، تعود إلى العصر البيزنطي. وهي أقدم خريطة أصلية للأراضي المقدسة، والتي يعود إنشاؤها إلى سنة 560. توجد اليوم داخل كنيسة القديس جوارجيوس في مدينة مادبا، والتي بُنيت في عام 1896 فوق بقايا الكنيسة البيزنطية. تمتد خريطة مادبا على جزء من أرضية الكنيسة، وتُقدر أبعادها بنحو 15.75 عرضا 5.60 طولا، وتشكل مدينة القدس مركزا لها. وتظهر فيها مواقع في فلسطين والأردن وسوريا ولبنان ومصر.
وتوجد على شواطئ البحر الميت منطقة تاريخية مهمة، هي خربة قمران، وهي موقع أثري صغير الحجم، يقع على مقربة بضع كيلو مترات جنوبي أريحا في فلسطين. اكتسب شهرته العالمية بسب عثور مخطوطات البحر الميت فيه، وقبل العثور على المخطوطات لم يكن معروفاً إلا عند القليل من علماء الآثار. وكانت أول زيارة للموقع من قبل علماء الآثار في أواخر القرن العشرين. وقد بدأت الحفريات هناك في عام 1950، وكانت عبارة عن تنقيبات تجريبية. وتضم هذه المخطوطات مايزيد على 970 قطعة مخطوطة، بعضها مما سمي لاحقا الكتاب المقدس وبعضها من كُتب لم تكن تعرف أو كانت مفقودة. أول من عثر عليها راعيان من بدو التعامرة المتجولين، كما تم اكتشاف المزيد بين عامي 1947 و1956 في 11 كهفًا في وادي قمران. وقد أثارت المخطوطات اهتمام الباحثين والمختصين بدراسة نص العهد القديم لأنها تعود لما بين القرن الثاني قبل الميلاد والقرن الأول منه.

### استكشاف البحر

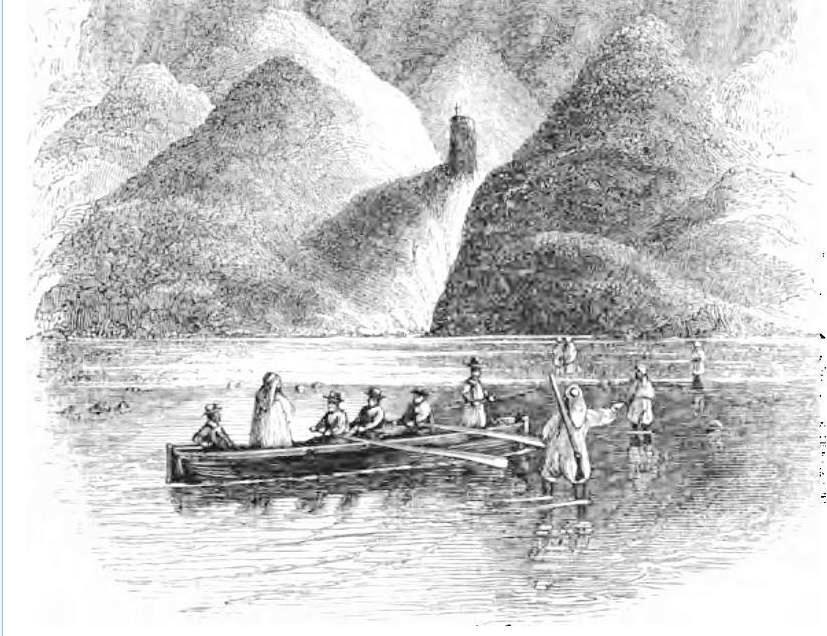
قارب بعثة الإستكشاف الأمريكية بقيادة وليم فرانسيس لنش في البحر الميت، 1848. وتبدو خلفهم تلال الملح.

بدأ الاهتمام الغربي باستكشاف نهر الأردن والبحر الميت في أواسط القرن التاسع عشر، وذلك من خلال بعثة أمريكية برئاسة الضابط وليم فرانسيس لنش، الذي زار المنطقة في عام 1848 لأهداف اقتصادية وعلمية ودينية. وتنبع أهمية هذه البعثة من كونها أول بعثة أمريكية ناجحة أرسلت إلى حوض الأردن والبحر الميت، حيث أبدى لنش اهتمامًا واضحًا بالمنطقة، وذلك بدراسة إمكانياتها المائية والمعدنية، كما دعى إلى توطين اليهود في الأردن وفلسطين، قبل أكثر من قرن ونصف.
لم تكن بعثة لنش البعثة الغربية الأولى إلى منطقة نهر الأردن والبحر الميت، حيث زار الأيرلندي كرستوفر كوستغان وادي الأردن في عام 1835، لكنه مات بعد دخوله البحر الميت. وقبل مجيء لنش بقليل، وتحديداً في عام 1847، زار الإنجليزي توماس مولينكس، من البحرية الملكية البريطانية المنطقة، لاستكشاف البحر الميت، لكنه مات بعد أسبوعين من إتمام مهمته. ويظهر أن لنش كان مدركاً للصعوبات والأخطار التي مر بها سابقوه، لذلك نزل في مدينة عكا على الشاطئ الشمالي لفلسطين في 4 نيسان/ أبريل 1848، حيث أحاط السكان المحليون بالبعثة الأمريكية، وقطع بعدها لنش ورفاقه مسافة 25 ميلاً من شاطئ البحر المتوسط عبر الجليل في خمسة أيام.

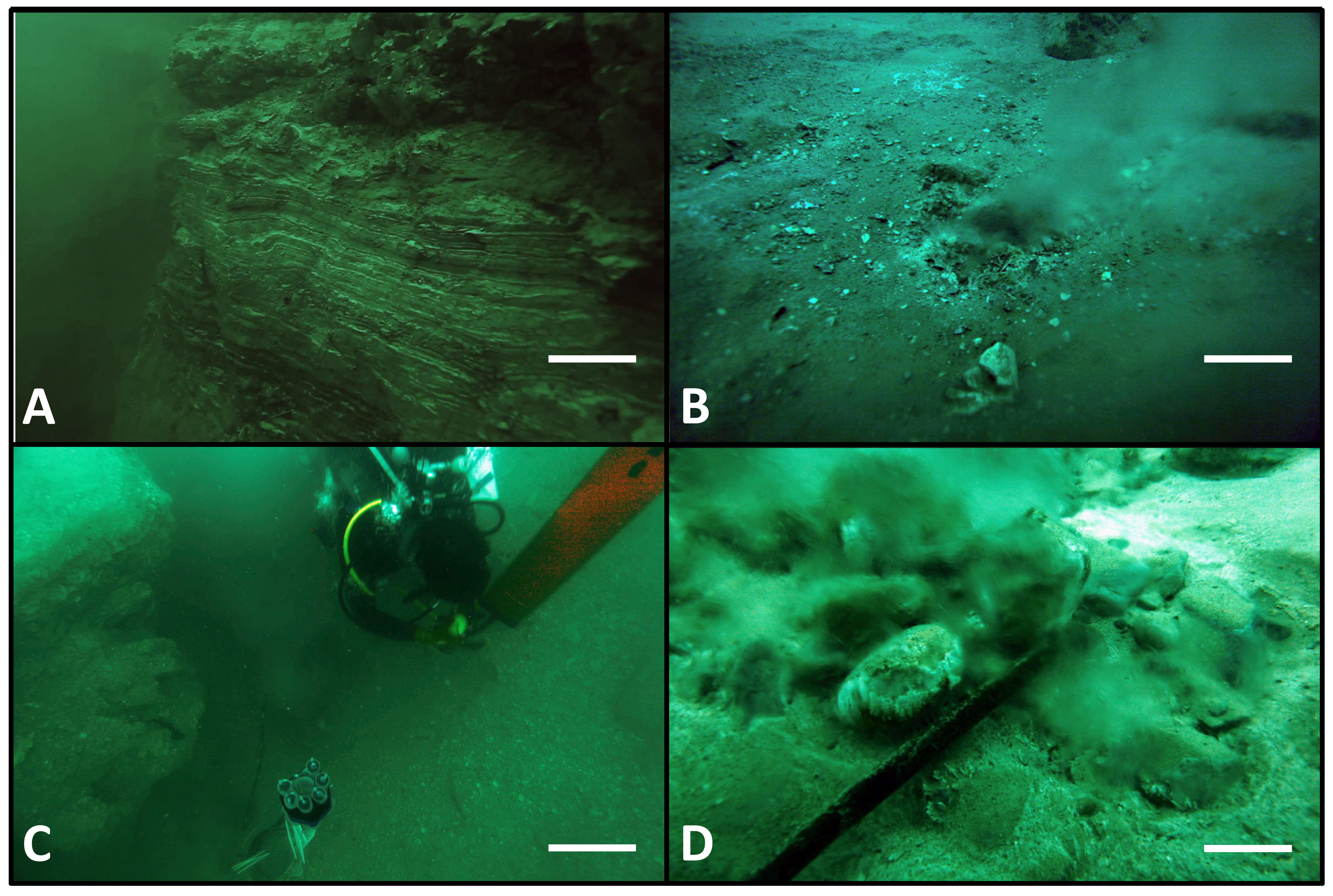
ينابيع مياه عذبة في قاع البحر الميت.

بدأ لنش رحلته من بحيرة طبريا عبر نهر الأردن إلى البحر الميت. حيث استغرقت الرحلة ثلاثة شهور (نيسان - حزيران 1848). وبعد وصول لنش للبحر الميت في نيسان 1848، أثّرت طبيعة التربة ومنظرها العام في نفسه سلبًا، على الاهتمامات المستقبية للمنطقة، فالملح الخارج عن البحر الميت مغطيًا الحجارة، وطبيعة النباتات في المنطقة تشكّل نقاطاً لتساؤلات مفيدة. كما رأى أن المساحات المحيطة بوادي الأردن وخاصة على الجانب الشرقي منه كانت جافة وصلبة. وخلال جولة لنش في البحر الميت التي استمرت ثلاثة أسابيع رسم بعض الخرائط لشواطئ البحر، واستكشف المرتفعات المحيطة به.
من جانب آخر، اكتشف العلماء مؤخرًا العشرات من ينابيع المياه العذبة على طول ساحل البحر الميت وعلى عمق من 30 - 100 قدم تحت قعر البحر. أهمية هذا الاكتشاف تنبع في فهم أكثر للتوازن البيئي للبحر الميت. وقد وجد العلماء العديد من الحفر كل منها بعرض حوالي 10 أمتار في الجزء السفلي للبحيرة، وهي مغطاة بطبقة رقيقة وغريبة من أنواع بكتيرية جديدة.

## أهمية دينية

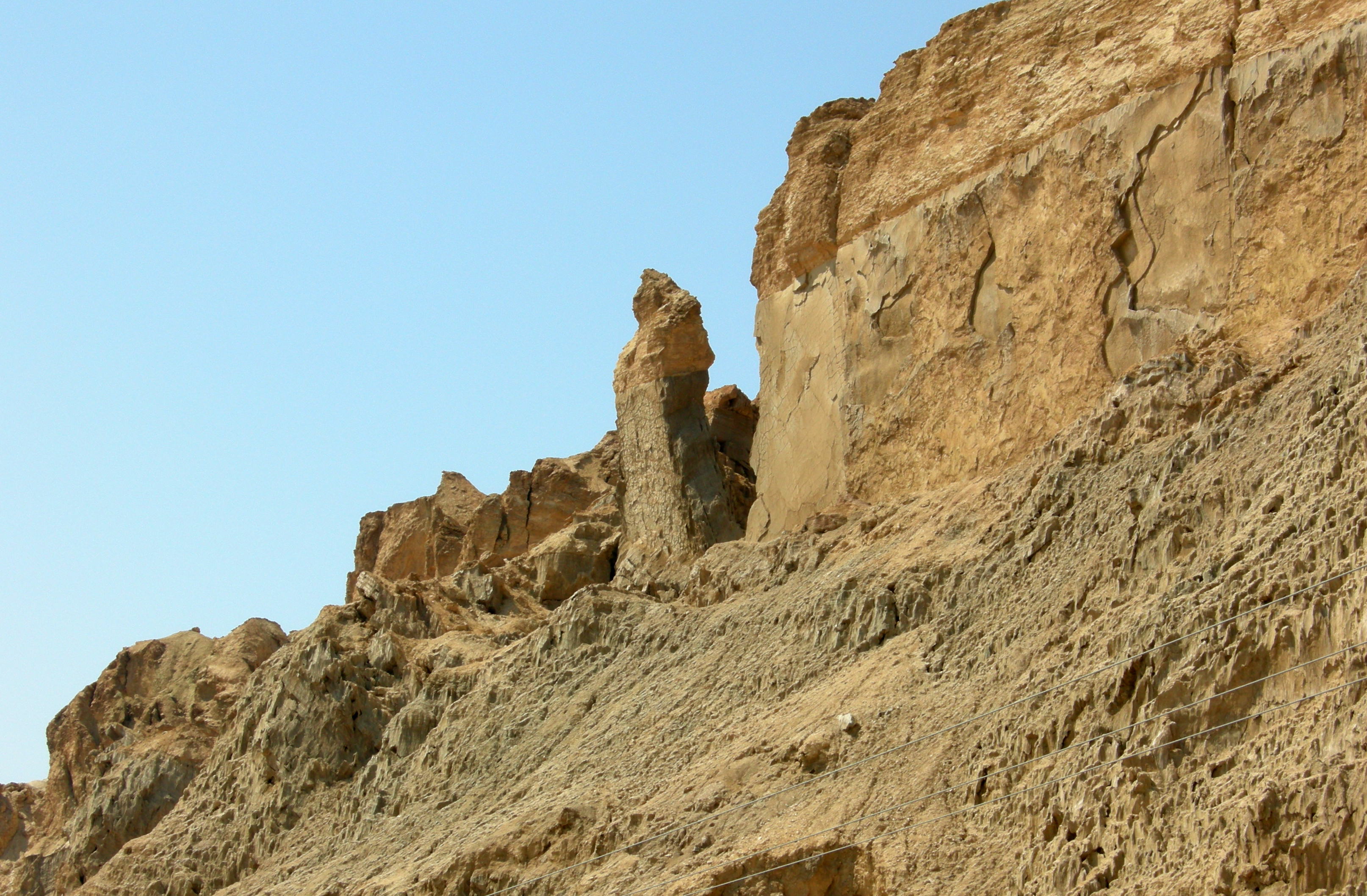
جبل سدوم في فلسطين، وتبدو صخرة زوجة لوط.

ارتبط البحر الميت تاريخيّا بقصة قوم لوط التي ذُكرت كثيرًا في الكتب السماوية. ولوط هو ابن أخ النبي إبراهيم. هاجر لوط وإبراهيم من العراق إلى الشام في القرن التاسع عشر قبل الميلاد. وقوم لوط هم من أصل عربي قحطاني أصولهم تعود إلى الجزيرة العربية، سكنوا منطقة جنوب البحر الميت بعد الهجرة العربية الأولى التي خرجت من الجزيرة العربية باتجاه الشمال، وتحديدًا بلاد الشام.
وكان هؤلاء القوم معروفين بممارسة اللواط. وقد ذكرت الكتب السماوية قصتهم بعد أن سئم لوط منهم ويئس من هدايتهم، فتعرضوا لعذاب أدى إلى تدمير قراهم الخمس عن بكرة أبيها. ووردت قصتهم في القرآن سبعة وعشرين مرة في 14 سورة مختلفة.
ولقد ورد البحر الميت في الإنجيل تحت مُسمّيات مختلفة مثل «بحر الملح» و«بحر العربة» و«البحر الشرقي» وغيرها. كما وردت قصة لوط في التوراة في عدة مواضع من سفر التكوين.

## الحياة البرية

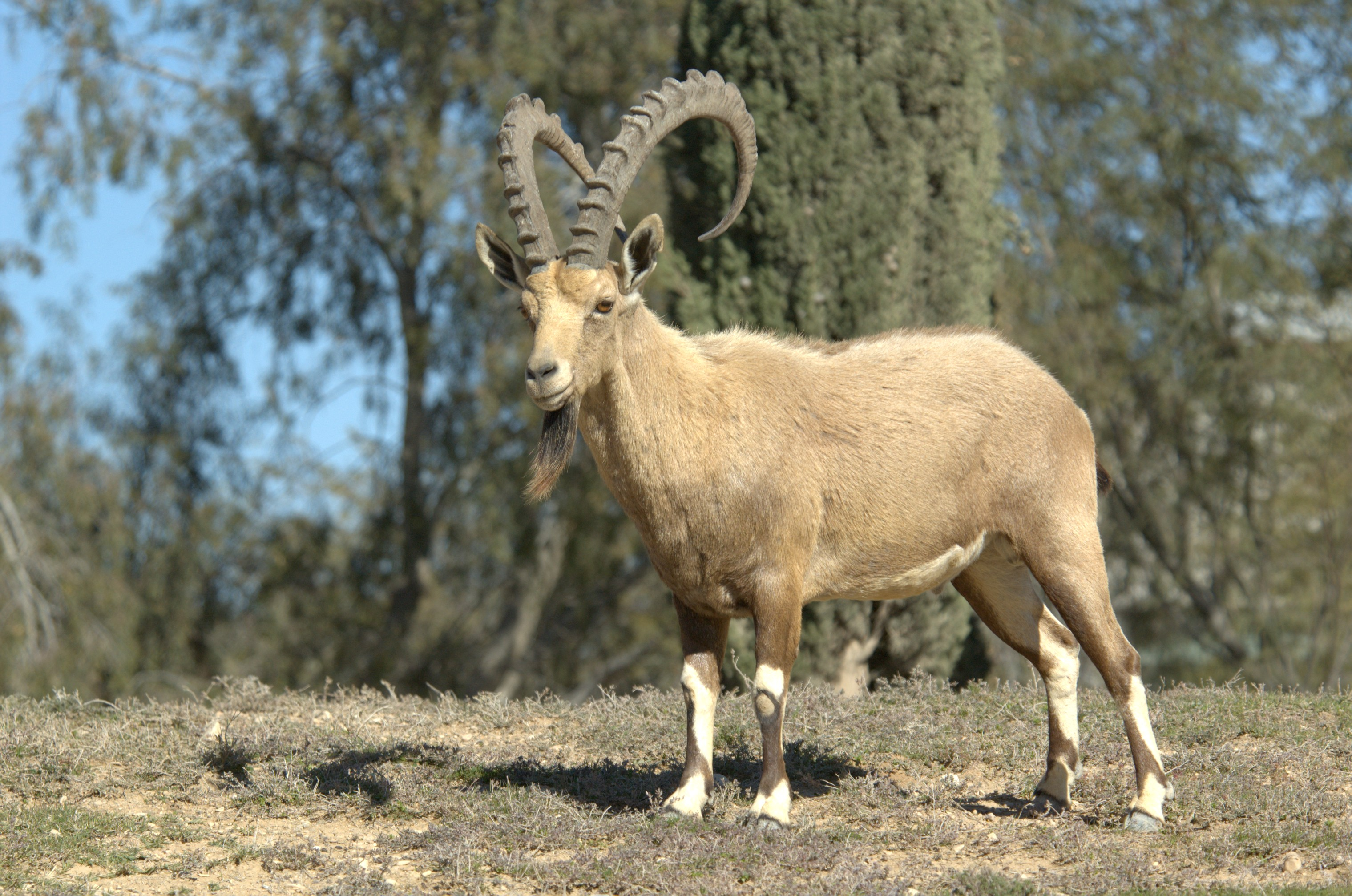
وعل نوبي بالقرب من البحر الميت.

تتميز مناطق غور الأردن (من بحيرة الحولة جنوباً إلى جنوب البحر الميت) عن غيرها بالمناخ شبه المداري وقلة حدوث الصقيع، مما يسمح لنباتات استوائية وشبه استوائية بالنمو. أُدخلت نباتات مثل النخيل والموز والحمضيات. من أمثلة النباتات البرية في هذه المناطق الغاب العملاق في مناطق المجاري المائية والوديان. تتميز منطقة النقب ببعض الأنواع التي تعد امتداداً للغطاء النباتي في إفريقيا. من هذه الأنواع العشار الباسق (باللاتينية: Calotropis procera) وأربعة أنواع من السنط أحدها السنط الملتوي (باللاتينية: Acacia tortilis). وتشتهر منطقة البحر الميت باحتوائها على نمط النباتات الملحي، والذي ينتشر أيضًا حول واحات الأزرق، وغور الأردن. وتختلف نباتات هذه المناطق باختلاف درجة ملوحتها وبالتالي قدرة النبات على تحمل الملوحة. ومن نباتات هذا النمط الغرقد والأثل. كما تحوي المنطقة على نمط الغابات الاستوائي، ومعظم الغطاء النباتي في هذا النمط قد تعرض للتدمير بسبب انتشار الزراعة المكثف. وتعتبر نباتات السدر والطلح من أهم نباتات هذا النمط.

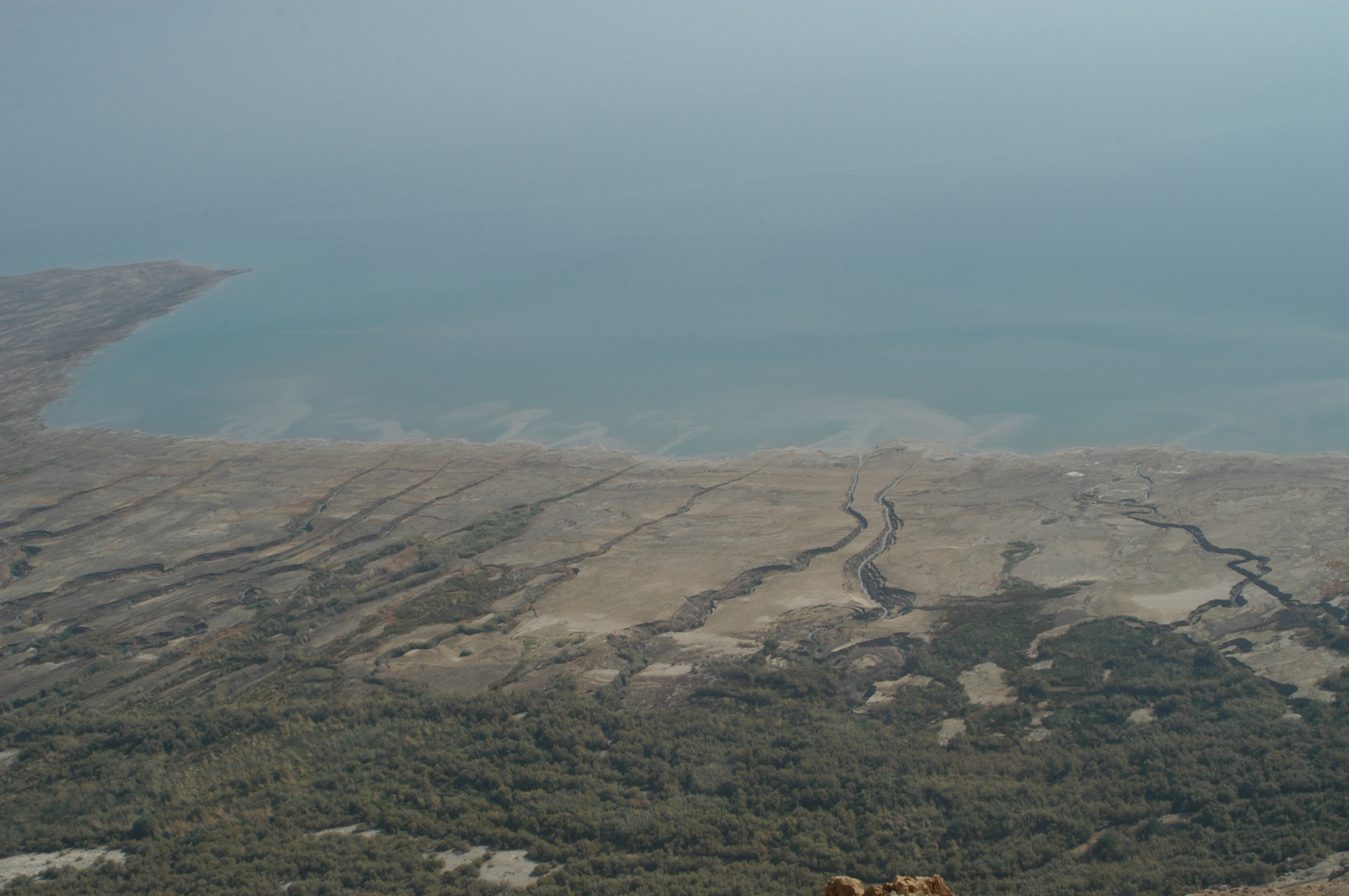
محمية عين الفشخة أحد المحميات الواقعة على الجانب الغربي.

كذلك، توجد أجناس نباتية تتواجد في معظم البيئات الشامية المذكورة أعلاه مثل السوسن الذي ينتشر منه أكثر من ثلاثين نوعًا تتوزع على مختلف مناطق الشام حسب تأقلم كل نوع منها. كذلك ينتشر أكثر من خمسين نوعًا من جنس الثوم (الفصيلة الثومية) وأربعين من القنطريون (الفصيلة النجمية) في مناطق الشام المختلفة من مرعش إلى سيناء. هناك أيضًا أكثر من ستين نوعًا من جنس السيلينة من الفصيلة القرنفلية تنتشر في مختلف المناطق وسبعة وثلاثون نوعا من الأربيان من الفصيلة النجمية. وينتشر أيضًا في هذه المنطقة نبات قتاد البحر الميت، وهو نوع نباتي عشبي من جنس القتاد.
ويقع على الجانبين الشرقي والغربي من البحر الميت عدد من المحميات الطبيعية التي تحوي تنوعًا كبيرًا في الكائنات الحية المختلفة. وتُعد محمية الموجب الممتدة بين محافظة مادبا ومحافظة الكرك في الأردن من أهم تلك المحميات، حيث يعيش فيها العديد من الحيوانات البرية مثل الماعز الجبلي وهو نوع من الماعز، الغزال الجبلي، الذئب، الوبر، والضبع المخططة، والقطط البرية مثل الوشق النادر الوجود في الأردن والنموس وغيرها. كما توجد في المحمية أنواع كثيرة من الطيور بلغ عدد أنواعها أكثر من 150 من بين المحلية والمهاجرة منها الشنار والسفرج والقبرة المتوجة والأبلق الحزين والسوادية والبلبل والغراب المروحي الذنب مثل الرخمة المصرية، وعقاب البادية والعويسق وعقاب بونيللي.

## السكان
تشير المصادر التاريخية، إلى أن تاريخ الاستيطان البشري في منطقة البحر الميت وتحديدًا الجزء الجنوبي منه يمتد إلى الألف الثالث قبل الميلاد. حيث كان مركزا حضاريًا في الفترة التاريخية من 3300 ق.م إلى 2300 ق م. وقد اُستدل على ذلك من خلال الحفريات التي اُجريت في منطقة غور المزرعة، وتحديدًا باب الذراع، حيث عُثر هنالك على أكبر مقبرة في الشرق القديم والتي يعود تاريخها إلى أقدم من خمسة آلاف عام في العصر البرونزي المبكر. وفي الألف الثاني قبل الميلاد، وتحديدًا في 1900 ق. م. كانت منطقة الحوض الجنوبي تعج بالحضارة، وهي الفترة ذاتها التي عاش فيها لوط حسب معظم المصادر التاريخية. وكان فيها خمسة مدن مزدهرة هي: سدوم، عمورة، زغر، أدمة، وصوبيم. وشهدت في تلك المرحلة خسف ودمار لتلك الحضارات. وقد تم الاستشهاد بما نزل من آيات القرآن، وبعض الكتب المقدسة وأراء الكثير من المفسرين وربط ذلك مع التاريخ الجيولوجي لمنطقة البحر الميت.
المجتمع المحلي

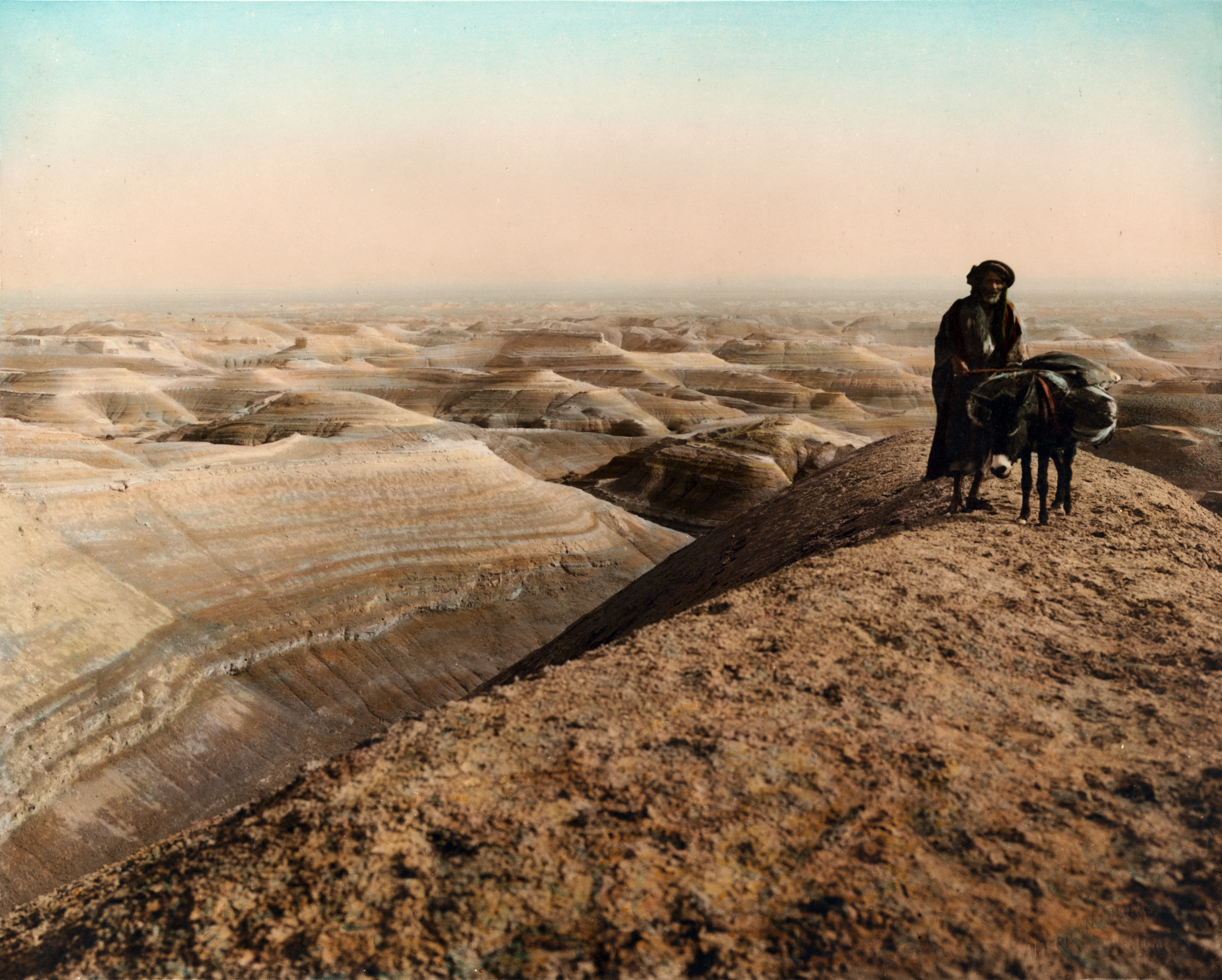
رجل عربي من سكان المنطقة، 1919.

يعيش اليوم على الجانب الشرقي من البحر الميت حوالي 70,000 نسمة، يتركز معظمهم في بلدات فيفا وغور الصافي ومدينة البوتاس والكفرين. بالإضافة إلى الآلاف من الذين يعملون في الصناعة والسياحة في محافظتي الكرك ومادبا. يوجد في منطقة غور الصافي نشاط زراعي واسع، حيث يجذب بعض العمالة. ويتركز النشاط السياحي في الجزء الشمالي الشرقي حيث تتركز الفنادق الأردنية. ويعمل في هذا القطاع حوالي 20 ٪ من المشتغلين في تلك المنطقة. كما توظف المصانع الكيماوية حوالي 20 ٪ منهم، أما الباقي فيعمل في قطاع الخدمات. وتخضع المنطقة الشرقية للبحر الميت لسلطة وادي الأردن.
ويشكل لواء الأغوار الجنوبية التابع لمحافظة الكرك الأردنية جزءاً كبيرًا من هذه المنطقة، والذي يتجاوز عدد سكانه المقيمين إقامة دائمة 49,000 نسمة حسب إحصائيات دائرة الأحوال المدنية والجوازاتفي الأردن للعام 2008. وهم يعتمدون على الزراعة بالدرجة الأولى بحكم الطبيعة الجغرافية للمنطقة. ويُقدر عدد العاملين في هذا القطاع بحوالي 60% من السكان ذكورًا وإناثًا. وتعد الصافي من أكبر التجمعات السكانية.
أما على الجانب الغربي، فيعيش في المنطقة الشمالية الغربية، وتحديدًا بالقرب من أريحا وضواحيها 25,000 نسمة. ويعمل سكان هذه المنطقة بشكل أساسي في الزراعة والخدمات. كما يوجد عدد من المستوطنات الإسرائيلية على هذا الجانب يسكنها حوالي 2,500 نسمة، وتديرها المجالس الإقليمية المحلية، ويبلغ عدد هذه المستوطنات 12 مستوطن وتجمع سكني. هذا بالإضافة إلى البدو الذين يأتون في كل يوم لمنطقة أريحا من عراد والقدس وديمونة وبئر السبع. تشغل السياحة الجزء الأكبر من عمل الموظفين في الجزء الغربي من البحر الميت، حيث يعمل فيها حوالي 5,000 موظف. أما الباقي، فيعملون في الزراعة والخدمات.

## الاقتصاد

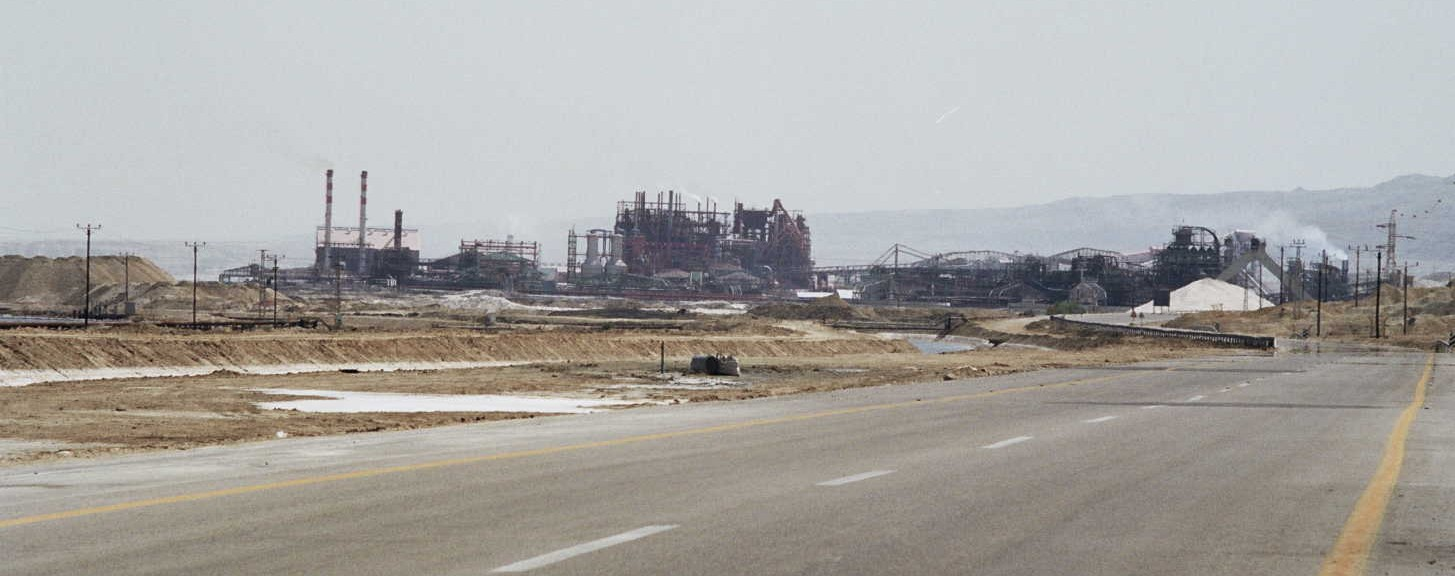
مجموعة من المصانع على ساحل البحر الميت.

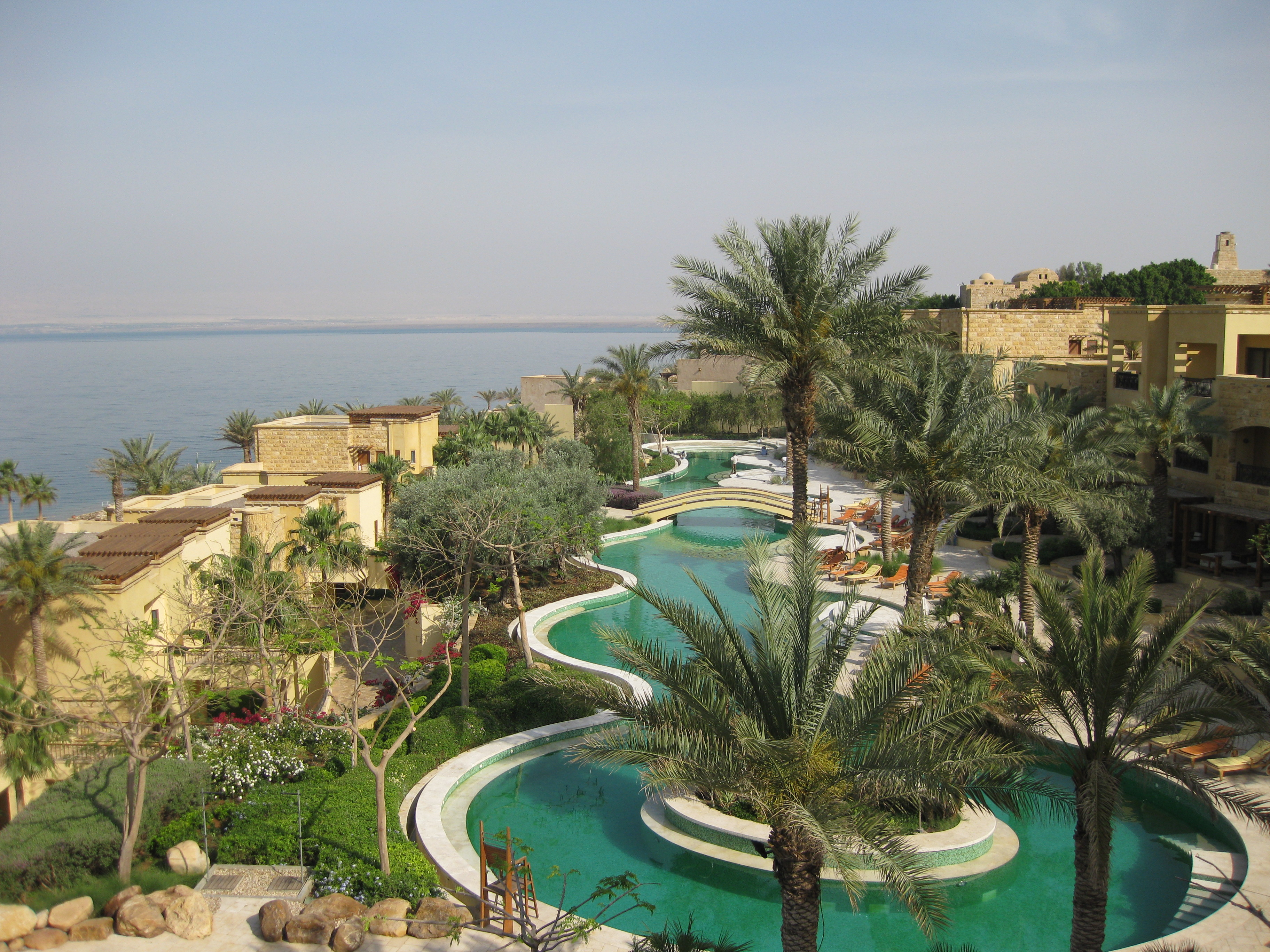
منتجع كمبنسكي على الجانب الأردني.

بدأ البحر الميت في بدايات القرن العشرين بجذب اهتمام الكيميائيين الذين استنتجوا بدورهم أن البحر يحوي ثروات طبيعية مهولة من البوتاس (كلوريد البوتاسيوم) والبروم. لذا، قامت شركة البوتاس الفلسطينية في عام 1929 بتأسيس أول مصنع ينتج البوتاس في الساحل الشمالي للبحر الميت، حيث كان الإنتاج يتم عبر التبخير الشمسي في المحاليل المائية. وكان يعمل في المصنع عمّال عرب ويهود، حيث كان كواحة سلام في أوقات عصيبة. وفي عام 1934 قامت الشركة بتأسيس مصنعها الثاني في الساحل الجنوبي قرب جبل سدوم، إلا أنها تضررت كثيرًا بفعل أحداث النكبة عام 1948.
تم إغلاق المصنع الواقع في شمال البحر الميت في الضفة الغربية بعد حرب 1948، وقد تم تفكيكه من قبل عصابة البالماخ الصهيونية قبل انسحابها. كما تمت إعادة تشغيل العمليات في مصنع سدوم بالجنوب في عام 1952، والذي استمر حتى وقتنا الحاضر. لقد استولت إسرائيل على بقايا شركة البوتاس الفلسطينية المحدودة بعد تأسيسها، وقد تم تاسيس شركة أخرى بدلاً عنها مملوكة للدولة في عام 1952 لاستخراج البوتاس وغيره من المعادن من البحر الميت. وقد تمت خصخصة الشركة في عام 1995، وهي مملوكة حاليًا لشركة كيماويات إسرائيل.
يمتد الساحل الفلسطيني على البحر الميت في الضفة الغربية بحوالي 40 كم، إلا أن الاقتصاد الفلسطيني لا يستفيد من الصناعات الكيماوية في البحر الميت بسبب إجراءات الاحتلال الإسرائيلي والمناطق المغلقة التي فرضتها إسرائيل بعد احتلالها للضفة الغربية عام 1967. وتشير تقديرات البنك الدولي إلى أن صناعة المواد الكيميائية الفلسطينية من البحر الميت يمكن أن تولد 918 مليون دولار للقيمة المضافة سنويًا، أي ما يعادل تقريبا كل مساهمة قطاع الصناعات التحويلية في الأراضي الفلسطينية اليوم. كما تشير تقديرات البنك الدولي إلى أن صناعة السياحة الفلسطينية بالبحر الميت يمكن أن تولد 290 مليون دولار من العائدات سنوياً و2900 فرصة عمل. ومع ذلك، فإن الفلسطينيون لا يستطيعون الحصول على تصاريح البناء للاستثمارات ذات الصلة بالسياحة على البحر الميت بسب إجراءات الاحتلال الإسرائيلي. ويُعتبر البحر الميت ذخرًا إستراتيجيًا للاقتصاد الفلسطيني، لما يحتويه على كميات من الأملاح والمعادن ذات القيمة العالية، والتي تستولي عليها إسرائيل باستخراجها وبيعها، وتمنع أي نشاط اقتصادي فلسطيني في تلك المنطقة. وتُقدر الخسائر السنوية للاقتصاد الفلسطيني نتيجة عدم استغلاله لموارد البحر الميت بنحو 1.1 مليار دولار أي ما يعادل 13.6% من الناتج المحلي الإجمالي.

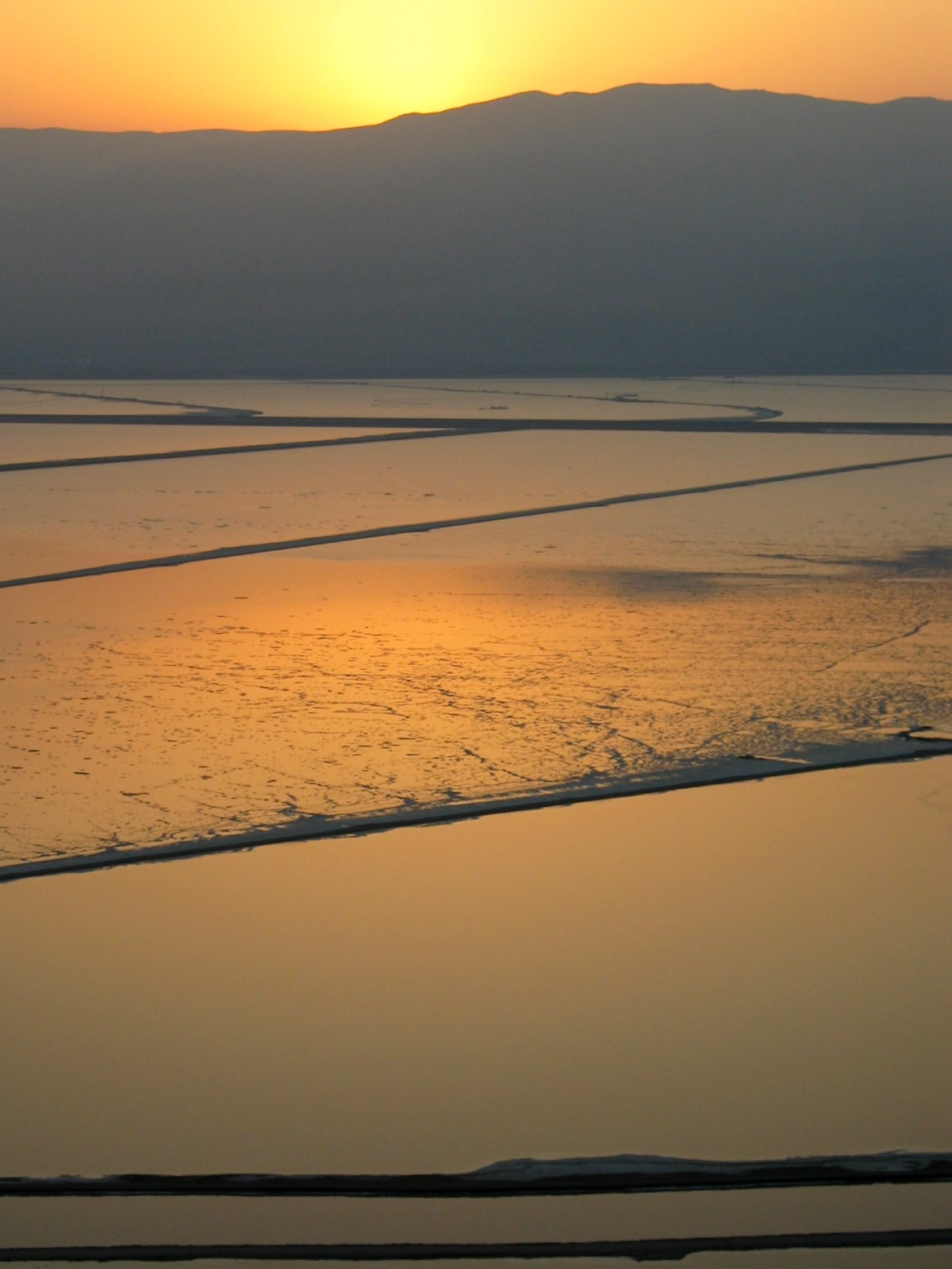
برك وأحواض في جنوب البحر الميت.

أما على الجانب الأردني من البحر الميت، فقد تم تأسيس شركة البوتاس العربية في عام 1956، والتي تنتج حوالي مليوني طن من البوتاس سنويًا، بالإضافة إلى كلوريد الصوديوم والبرومين. يقع المصنع في غور الصافي، في لواء الأغوار الجنوبية بمحافظة الكرك. ويجني الأردن من الصناعات المعدنية في البحر الميت حوالي 1.2 مليار دولار (تعدال 4% من الدخل القومي للمملكة). ويقع على الشاطئ الأردني حوالي 5 فنادق كبرى مصنفة كخمسة أو أربعة نجوم، أدخلت عوائد للمملكة في عام 2012 بحوالي 128 مليون دولار. وقد زار بانوراما البحر الميت 12 ألف زائر في عام 2013.
وقد بدأ الأردن بإنشاء منطقة البحر الميت التنموية على بعد 55 كم من العاصمة عمّان لتقديم الفرص الاستثمارية لتطوير العقارات. تمتد المنطقة على حوالي 40 كم مربع على شواطئ الساحلين الشمالي والشرقي للبحر الميت، وتحيط بها الجبال والتضاريس المنحدرة إلى شرق وادي نهر الأردن إلى الشمال. تتمتع المنطقة ببنى تحتية جيدة، وتتصل مع عمّان من خلال الطريق السريع الرئيسي إضافة إلى أماكن الجذب السياحي. وتتركز الفرص الاستثمارية في قطاع السياحة والفندقة بتطوير فنادق دولية من فئة خدمات أربع وخمس نجوم، وتطوير فنادق من فئة 3 نجوم، والمرافق والمنشآت البيئية والمجمعات السكنية والخدمات المجتمعية والمرافق الترفيهية والمنتجعات والمطاعم ومراكز المؤتمرات والمعارض.
أما بالنسبة لإسرائيل، فقد أنتجت من المحلول الملحي للبحر الميت في عام 2001، حوالي 1,7 مليون طن من البوتاس، وحوالي 206,000 طن من البرومين، و44,900 طن من الصودا الكاوية، وحوالي 25,000 طن من معادن المغنيسيوم، وكلوريد الصوديوم. وتجني الشركات الإسرائيلية حوالي 3 مليارات دولار سنوياً من بيع معادن البحر الميت (في المقام الأول البوتاس والبروم) وغيرها من المنتجات المستمدة من معادن البحر الميت. وتملك إسرائيل 15 فندقًا على طول ساحل البحر الميت الغربي. وكان لهذه الفنادق عوائد على الاقتصاد الإسرائيلي بلغت في عام 2012 حوالي 291 مليون دولار. معظم تلك الفنادق توجد في الجزء الجنوبي من الساحل الغربي.

## السياحة

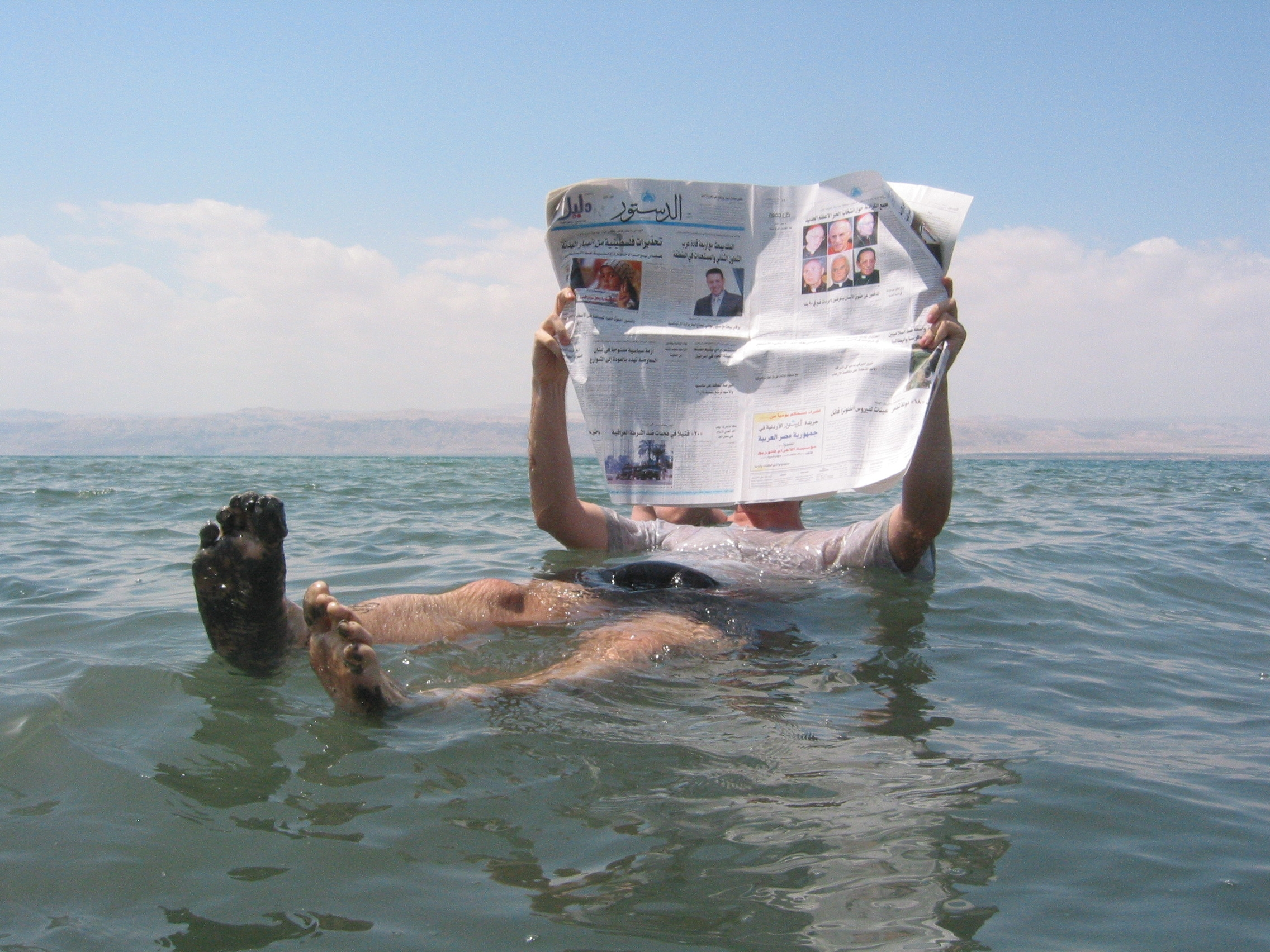
سائح يطفو على سطح البحر الميت.

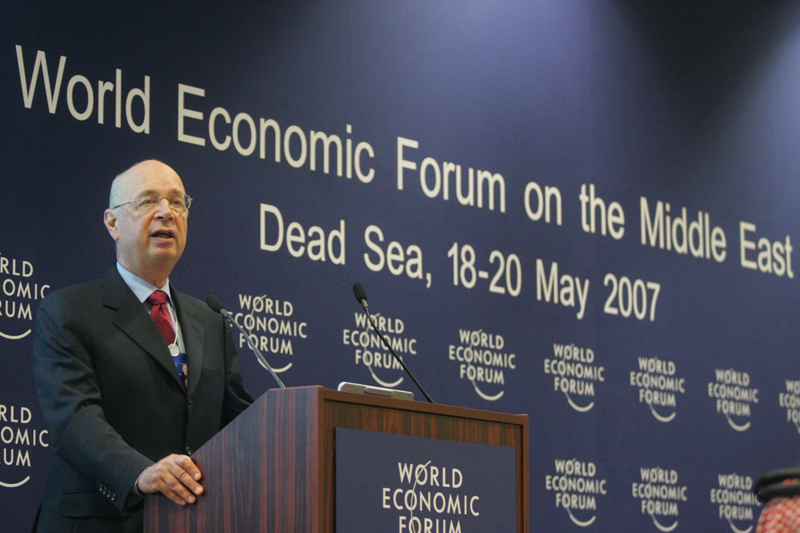
المنتدى الاقتصادي العالمي في منطقة البحر الميت، الأردن، 2007.

تُعد منطقة البحر الميت من أهم المناطق السياحية للاستشفاء البيئي على مستوى العالم، حيث تتميز بمجموعة من العوامل الطبيعية ما جعلها تحظى بمركز تنافسي في المنطقة في مجال السياحة العلاجية والاستشفاء نظرًا لما يتمتع به من خصائص مناخية فريدة سواءً بخلوّه من الرطوبة، وباحتوائه على عيون كبريتية جعلته مؤهلاً لعلاج العديد من الأمراض وخاصة الجلدية منها، والتي تنتشر بصورة كبيرة، حيث يصل عدد المصابين بها في أوروبا إلى 25 مليون مريض، إضافةً إلى علاج الروماتويد، وبذلك امتلكت منطقة البحر الميت عناصر مهمة للجذب السياحي ليس فقط في سياحة الاستشفاء، ولكن بتميزه أيضًا في سياحة الترفيه والسياحة البيئية. إن اختيار منطقة البحر الميت من خلال منظمة الصحة العالمية كمركز عالمي لعلاج الكثير من الأمراض الجلدية في عام 2011، يدل على أهمية المنطقة في مجال السياحة العلاجية. وتعتمد العديد من الفنادق المقامة على ساحل البحر الميت على تقديم العلاج الطبيعي القائم على الاستفادة من الخصائص الطبيعية المميزة للمنطقة دون استخدام أي أدوية كيماوية على الإطلاق. وتؤكد العديد من الدراسات أن منطقة البحر الميت بامتلاكها هذه المزايا العلاجية يمكنها تحقيق أكبر عائد مادي سياحي للأردن، حيث أن نسبة الإصابة بالأمراض الجلدية يتراوح ما بين 1 : 3% من تعداد السكان.
كما شهدت سياحة المؤتمرات في البحر الميت تطورًا ملحوظًا خلال الآونة الأخيرة، وأصبحت منطقة البحر الميت تختص بهذا النوع من السياحة، من خلال تنظيم المؤتمرات والندوات واللقاءات على كافة المستويات المحلية والإقليمية والعالمية، حيث تتولى جهات مختصة مهمة تنظيم هذه اللقاءات والمؤتمرات وتوفير خدمات لا تقتصر على الجانب الرسمي للمؤتمر، وإنما تشتمل أيضًا على تقديم الخدمات السياحية والترفيهية للمشاركين. وقد قام الأردن بتأسيس شركة البحر الميت للمؤتمرات والمعارض في عام 2003 بمشاركة مجموعة من المستثمرين الأردنيين والعرب. فكانت باكورة مشاريع هذه الشركة هو إنشاء مركز الملك الحسين بن طلال للمؤتمرات لاستضافة أهم الفعاليات والمؤتمرات الإقليمية والعالمية. ولقد ساهم هذا المشروع في وضع الأردن على الخارطة العالمية لملتقيات رجال الأعمال والاستثمار، حيث استضاف المركز المنتدى الاقتصادي العالمي لأكثر من مرة.
وينظّم الأردن سنويًا ماراثوناً للركض في البحر الميت بمشاركة الآلاف من المواطنين والسيّاح انطلاقا من عمّان وانتهاءً بشاطئ عمّان السياحي المطل على البحر الميت. ويُقام هذا الحدث لدعم مرضى الدماغ والأعصاب في المملكة.

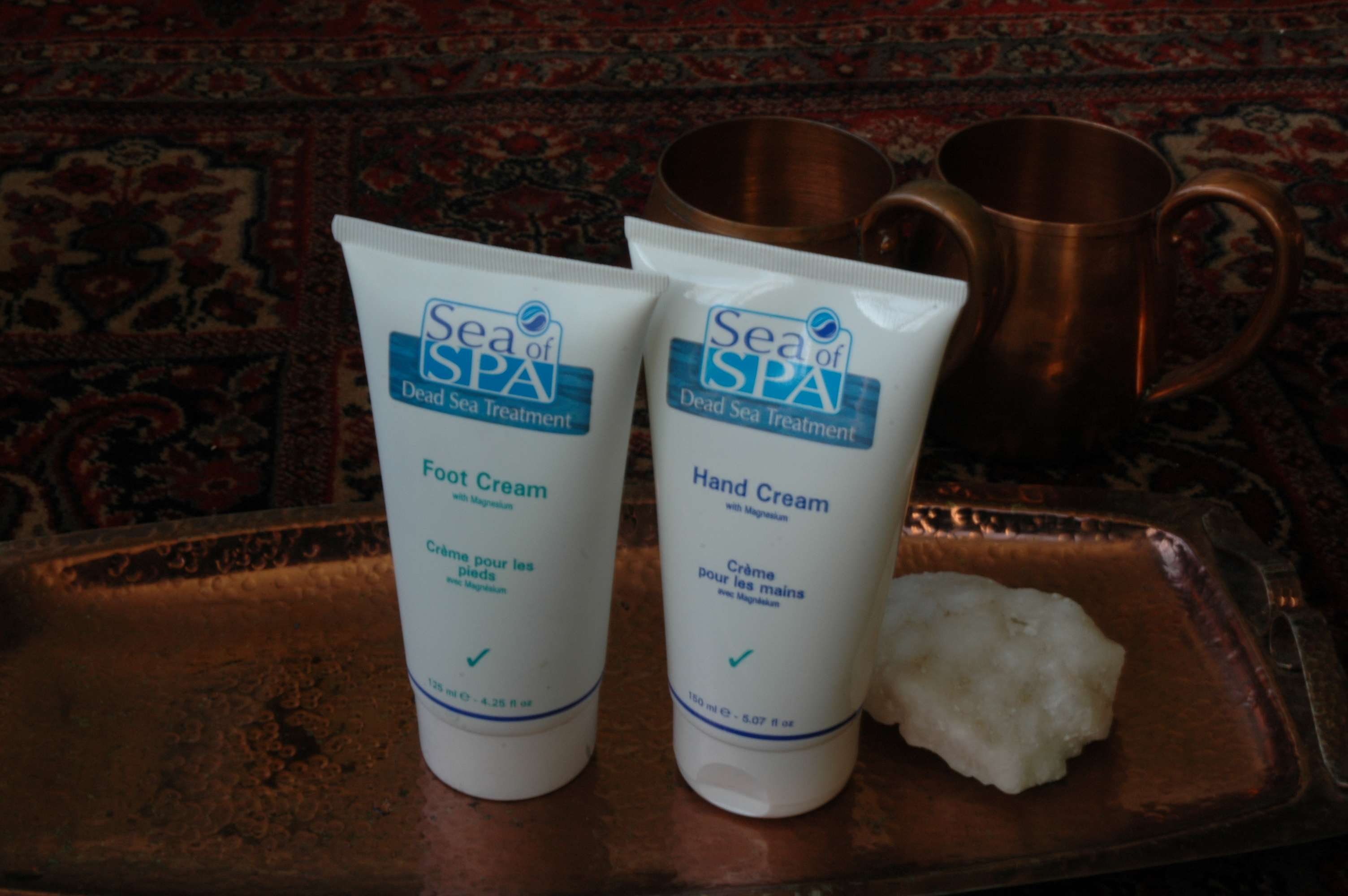
منتجات البحر الميت.

كما تنتج مختبرات البحر الميت الكثير من مستحضرات التجميل المصنوعة من المعادن المستخرجة من طينه، حيث تتوفر في الأسواق في أنحاء الأردن، أو يمكن طلبها عبر شبكة الإنترنت فيتم تسليمها إلى أي مكان في العالم، لكي يتمكن الزوار من الاستمرار بالتمتع بفوائد البحر الميت، بعد عودتهم إلى ديارهم بفترة طويلة.
من جهة أخرى، خصصت الحكومة الإسرائيلية في 2012 مبلغ 220 مليون دولار لما أسمته «تطوير وتأهيل البحر الميت». وستغطي معظم الموازنة تطوير المنطقتين السياحيتين على البحر الميت والمسماتين «تامي زوهر» و«عين بوقيق» وما بينهما، فضلا عن تأهيل ومعالجة المناطق والبنى التحتية التي تضررت أو التي يخيم عليها الخطر. وعند إنجاز المشروع، تتوقع الحكومة الإسرائيلية أن يرتفع عدد الغرف الفندقية المعروضة من 4000 إلى 6500. ويهدف المشروع الإسرائيلي، بشكل أساسي، إلى تحويل البحر الميت إلى أحد المواقع السياحية الرائدة في العالم؛ وهو لا يمس من قريب أو بعيد مشكلة استنزاف المصانع الإسرائيلية للموارد الملحية الطبيعية في البحر، علما بأن المصانع الإسرائيلية تستنزف سنويًا أكثر من 250 مليون متر مكعب من مياه البحر الميت.

## في الثقافة الإنسانية
| «...وأتْرُك أَريحَا تحْت نَخلته، ولاتَسْرقْ منامِي وَحليبَ امرأتي، وقُوتَ النَّمْل في جُرْحِ الرُّخامِ! أأتيْتَ... ثُمَّ قَتَلْتَ.. ثُمَّ وَرِثْتَ، كَي يَزْدادَ هذا البحْرُ مِلْحاً؟ وأنا أنا أخضرُّ عاماً بعد عامٍ فوْقَ جِذْع السَّنديانِ هذا أنا، وأنا أنا، هنا مَكاني في مَكاني...» |
| —محمود درويش |

عُرف البحر الميت في الكثير من ثقافات وحضارات شعوب المنطقة. وكان الفراعنة أول من التفت إلى أهميته، وتحديدًا الملكة كليوباترا، فهي أول من اكتشف أملاحه وخصائصه الشفائية والعلاجية للبشرة وشدّ العظام والجلد وتنشيط الدورة الدموية ومقاومة التجاعيد. كما كان حمام الطين أحد وصفاتها للجمال، حيث كانت تصنع ذلك الحمام من الطين المأخوذ من البحر الميت، والذي اشتهر باحتوائه بوفرة على المعادن التي تغذي البشرة وتنشطها وتسهم في نعومتها وبريقها.

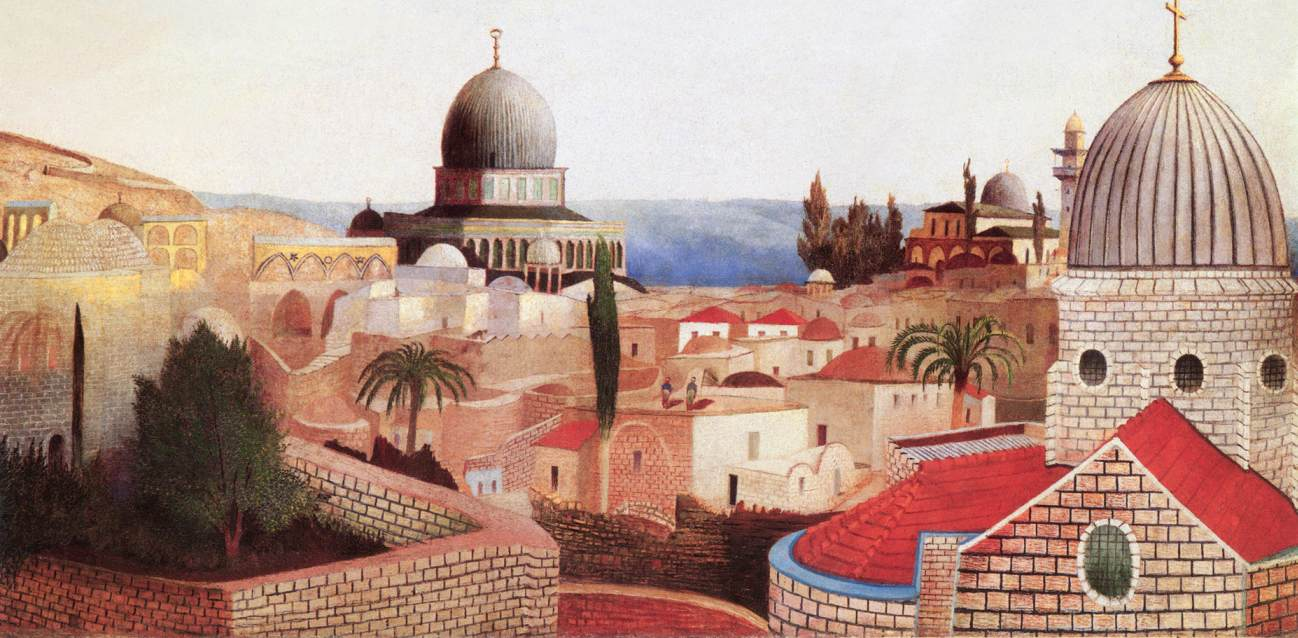
لوحة للبحر الميت والقدس، 1906.

وقد وُصف البحر الميت في الكثير من اللوحات الفنية العالمية، كلوحة الفنان المجري تيفادار أثناء زيارته لفلسطين عام 1906، حيث ظهرت فيها مدينة القدس ومن خلفها البحر الميت. كما ذُكر البحر في عدد من الأعمال الأدبية، سواءً المحلية أو العالمية. وتُعد قصيدة «حجر كنعاني في البحر الميت» للشاعر الفلسطيني محمود درويش أحد أهم تلك الأعمال الأدبية. من جهة أخرى، تُعد «قصائد البحر الميت» التي كتبها الشاعر الإنجليزي سيمون آرميتاج من الأعمال الأدبية الغربية المهمة في هذا الخصوص. وقد استوحاها من النتائج التي توصل إليها علماء الآثار من مخطوطات البحر الميت، والتي اكتشفها راعي ماعز في عام 1947، كما عكست تجارب الشاعر وتجذرها في حياته الخاصة. وتتكون القصيدة من 11 موشحة، معظمها يتكون من 3 أسطر، ويتكون المقطع الشعري الأخير من مجرد نصف سطر.

## معرض صور

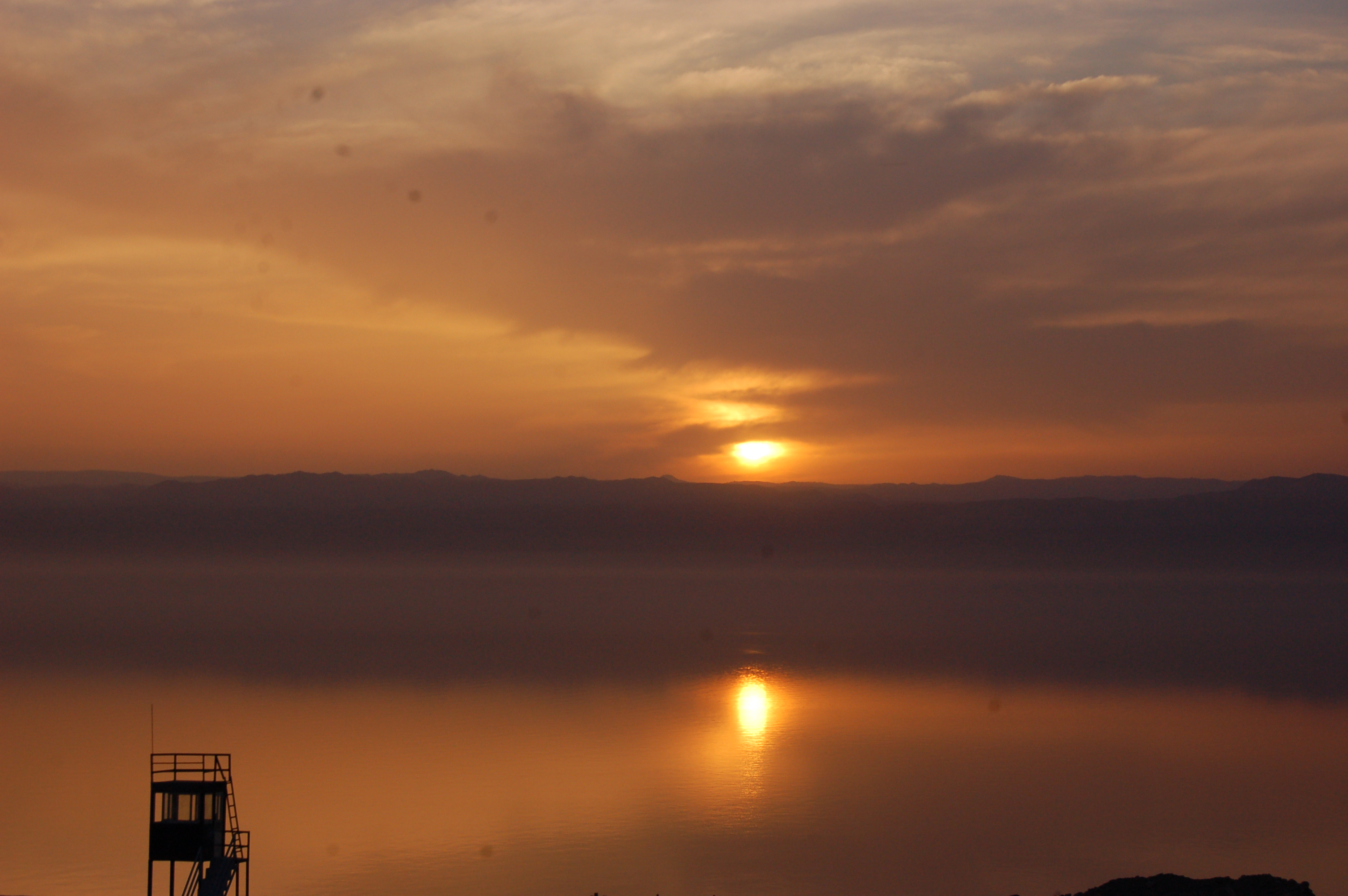
الغروب من الجهة الأردنية
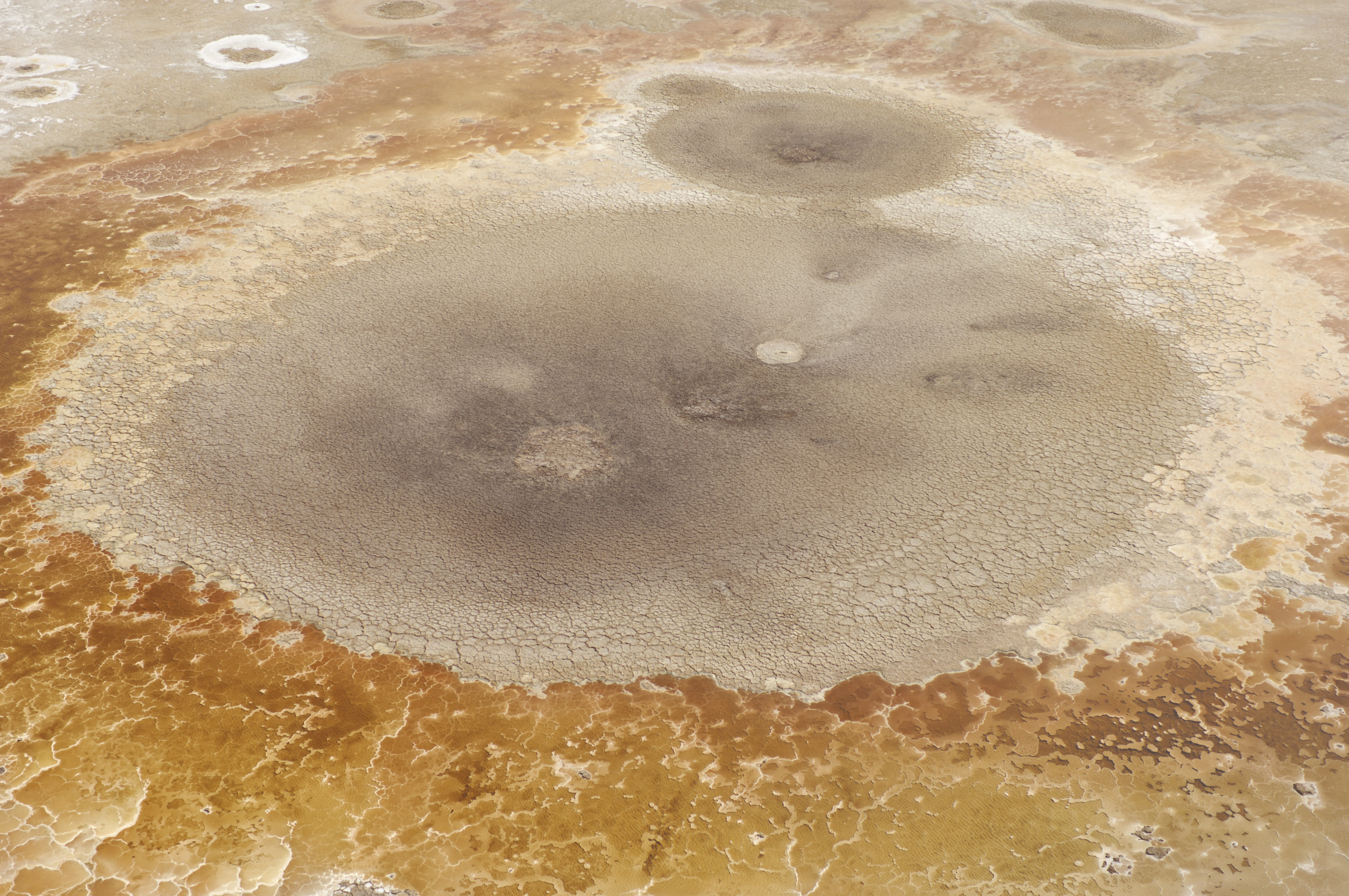
تشكيل ملحي على الشاطئ
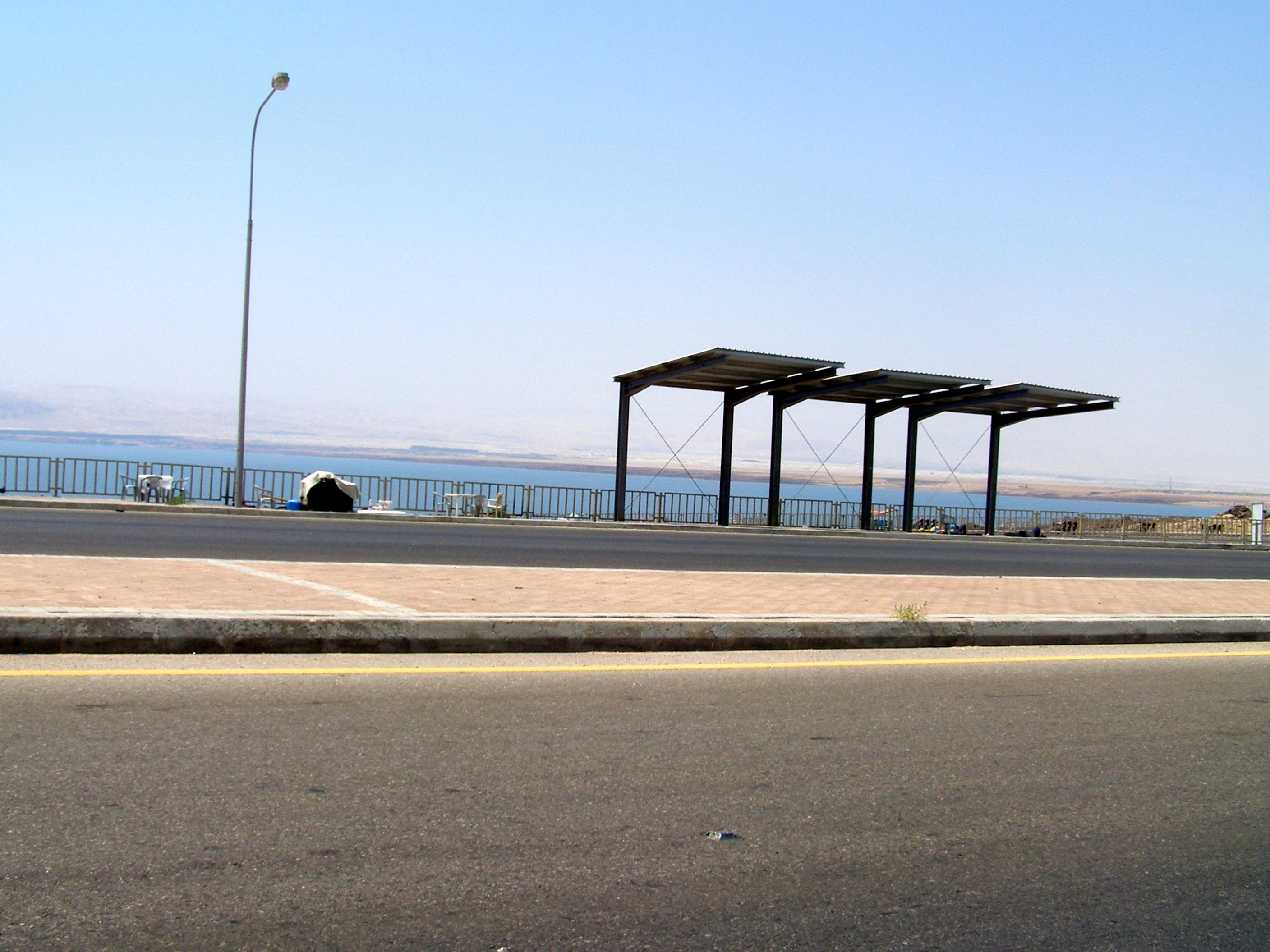
بدائل رخيصة للسياحة
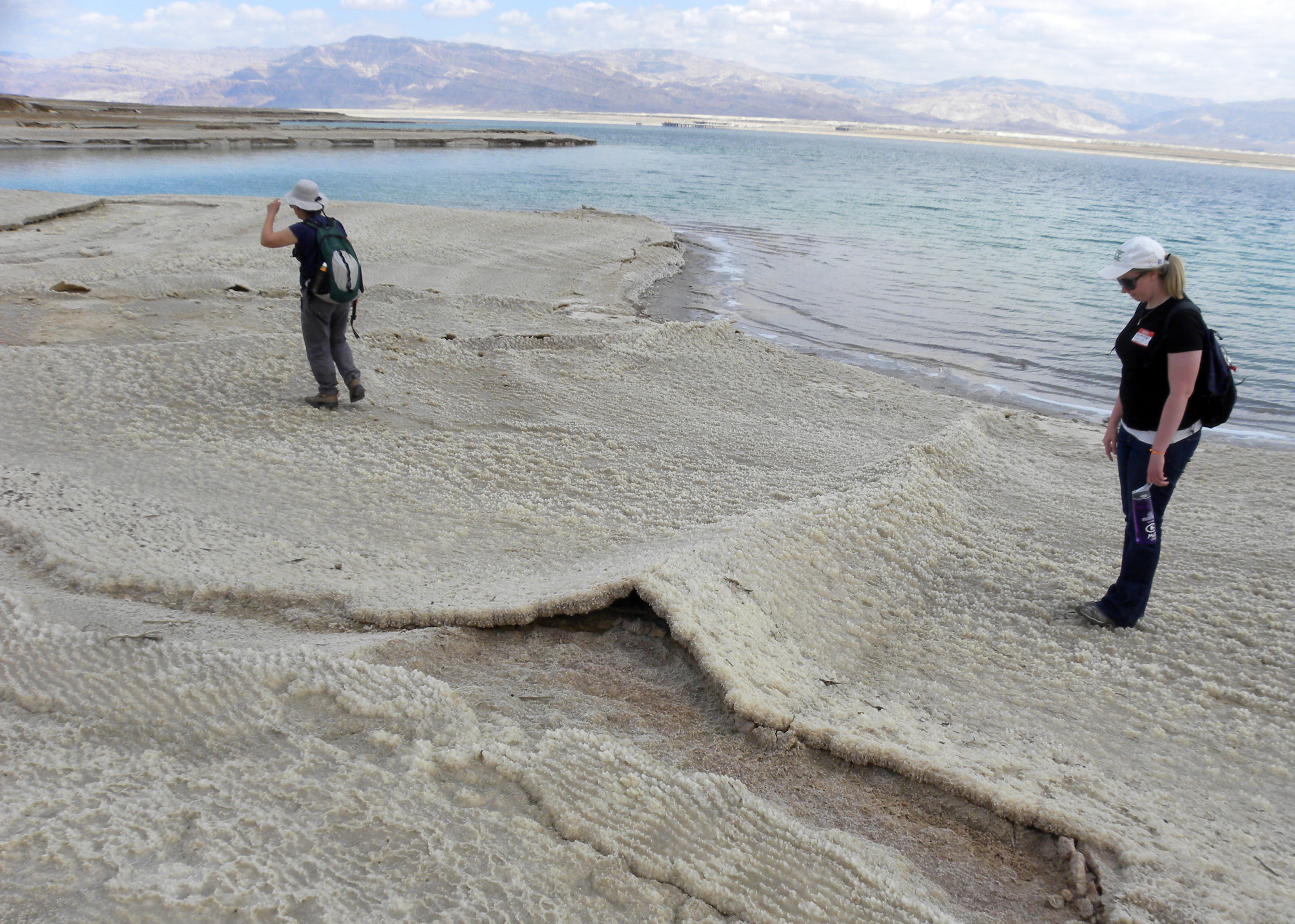
طبقات ملحية على الشاطئ
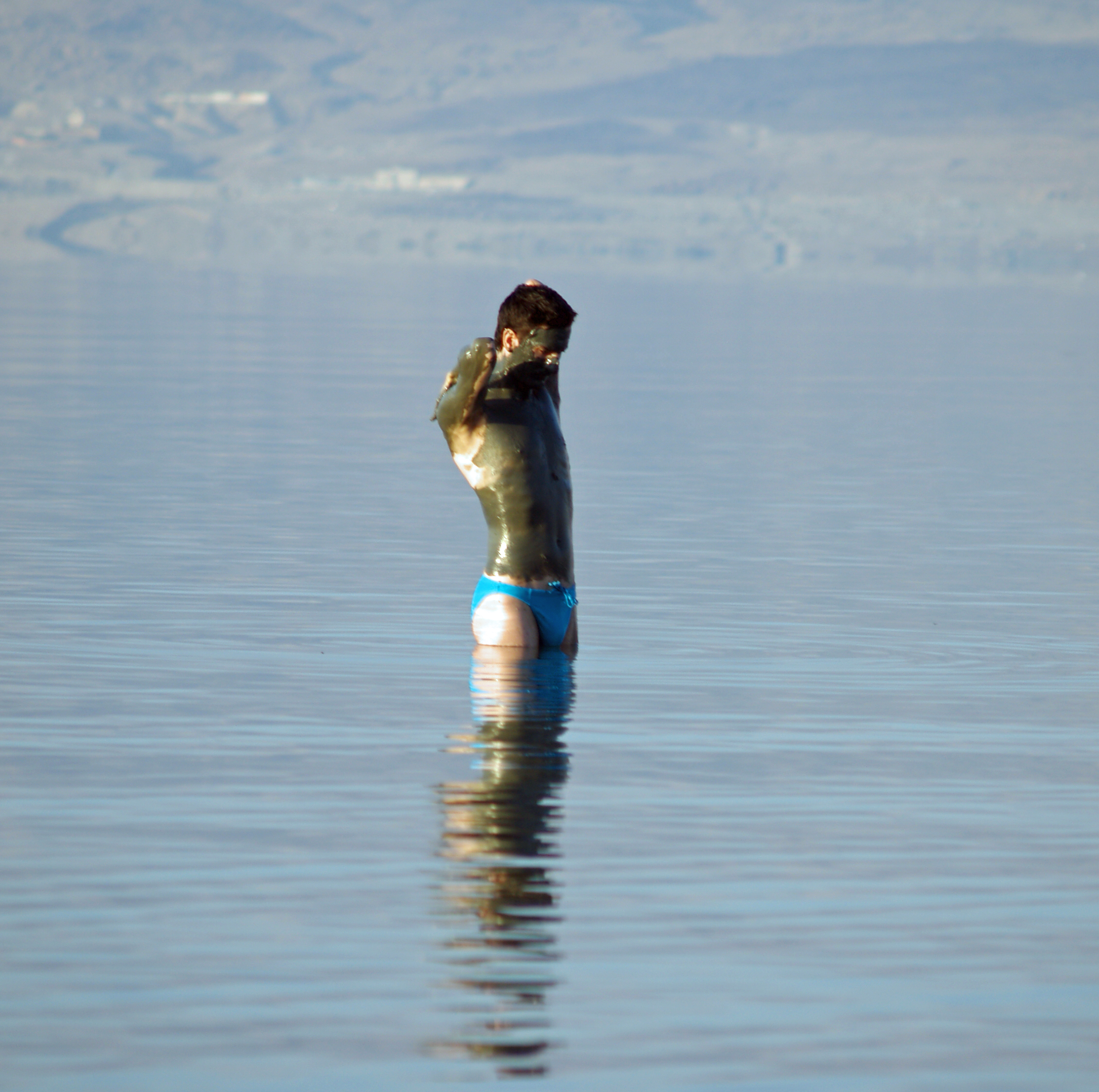
الاستشفاء بطين البحر الميت
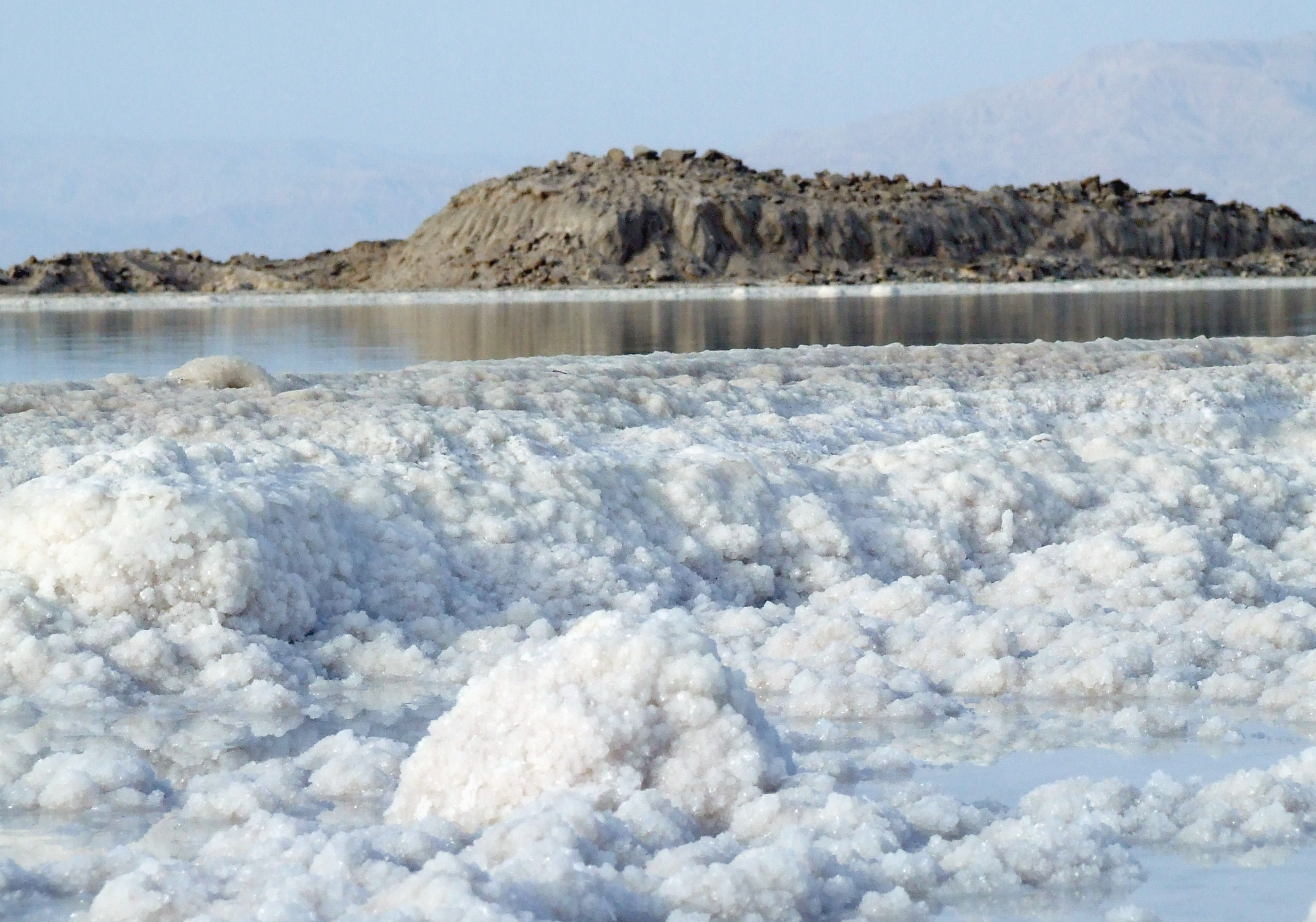
الأملاح في الجنوب
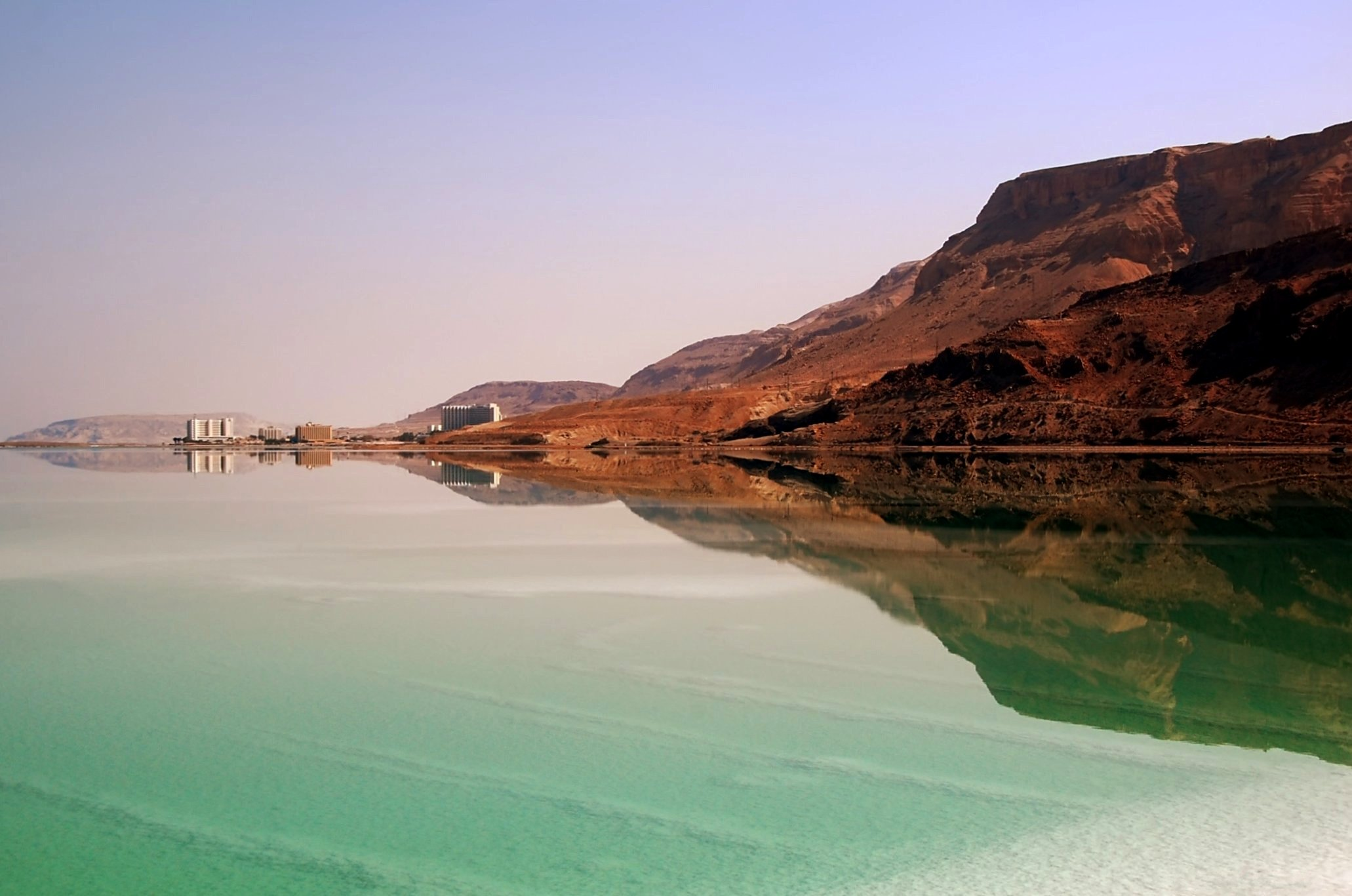
فنادق البحر الميت
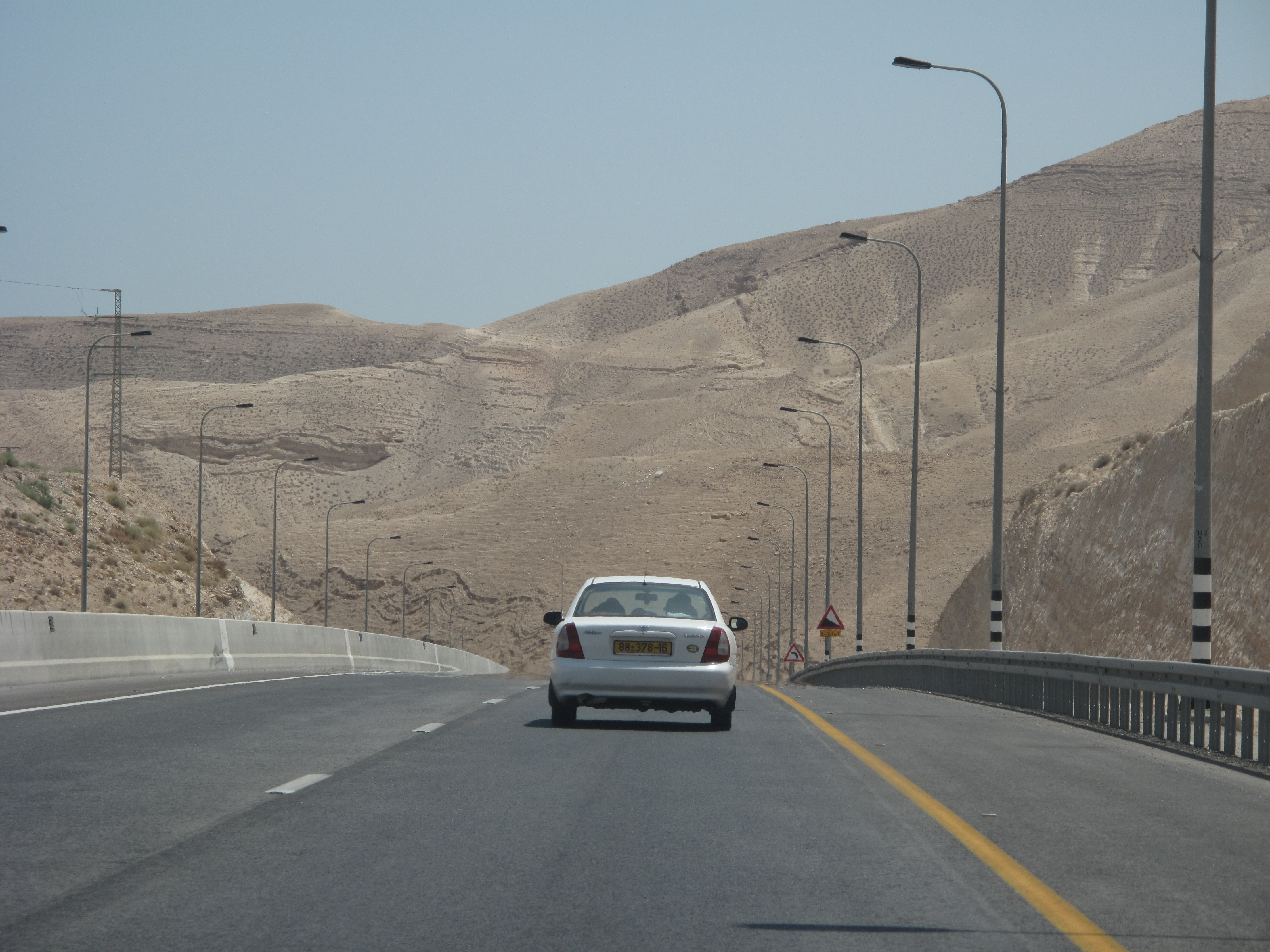
طريق القدس-البحر الميت
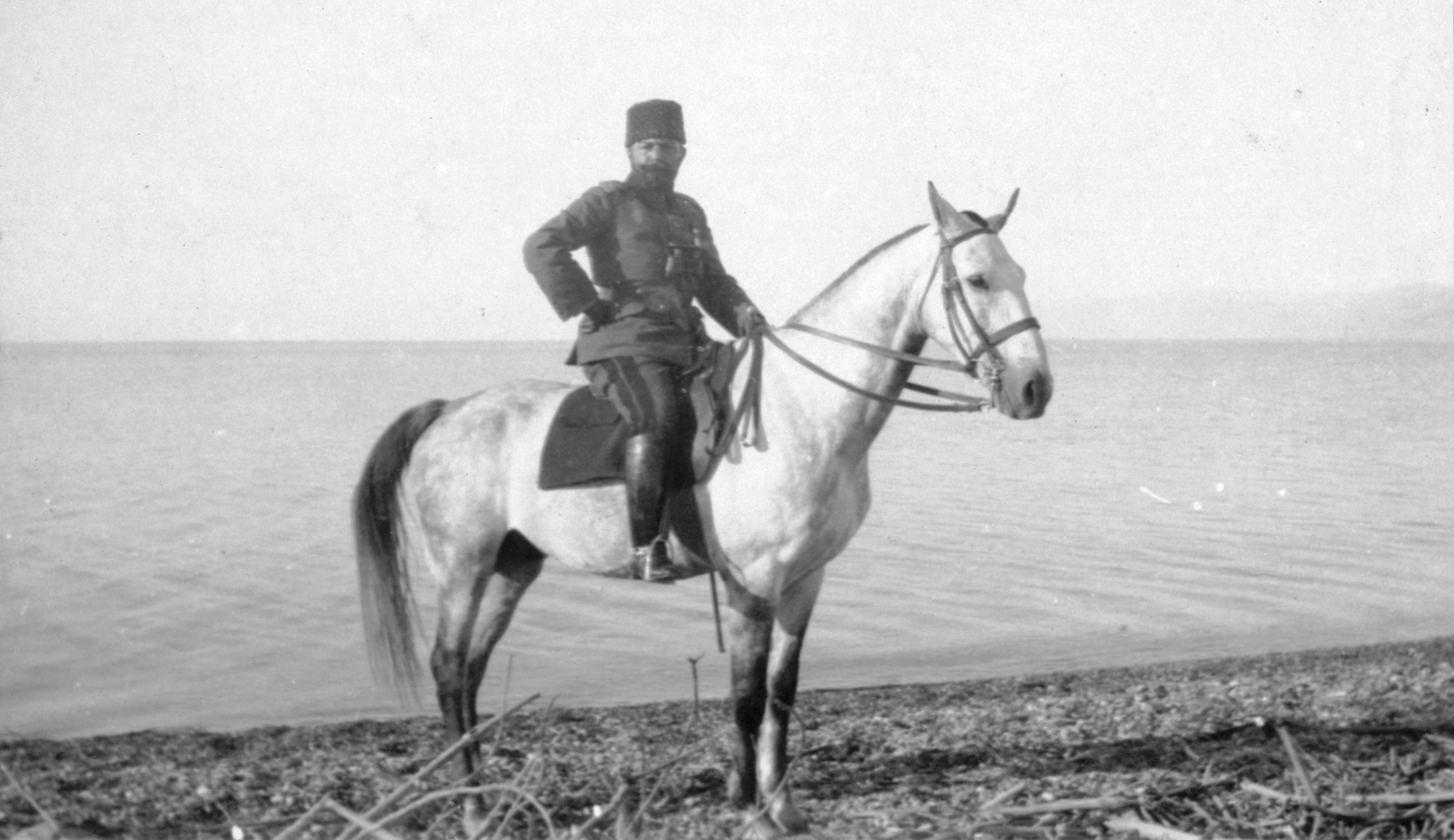
جمال باشا عام 1915
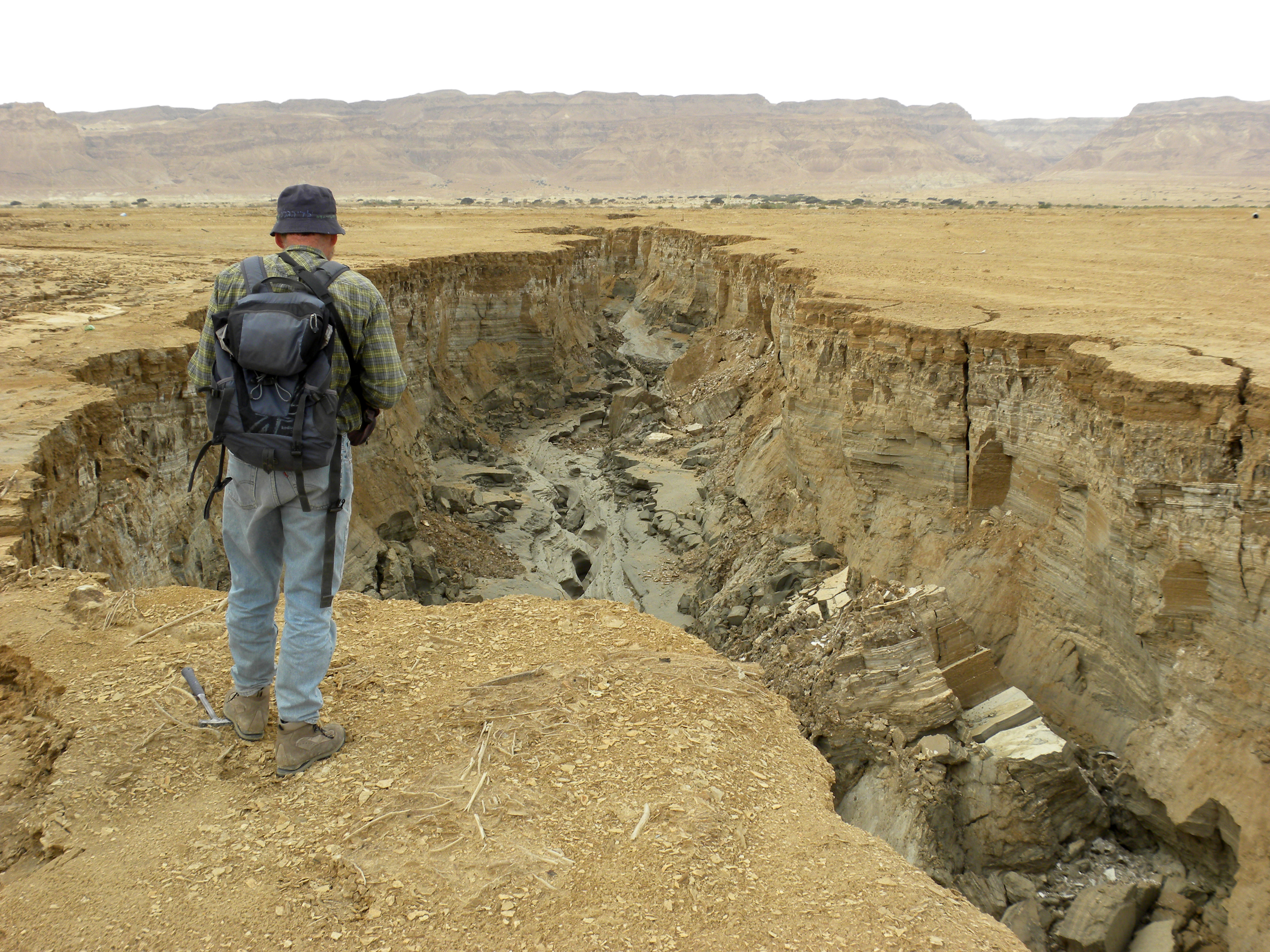
الحفر الانهدامية
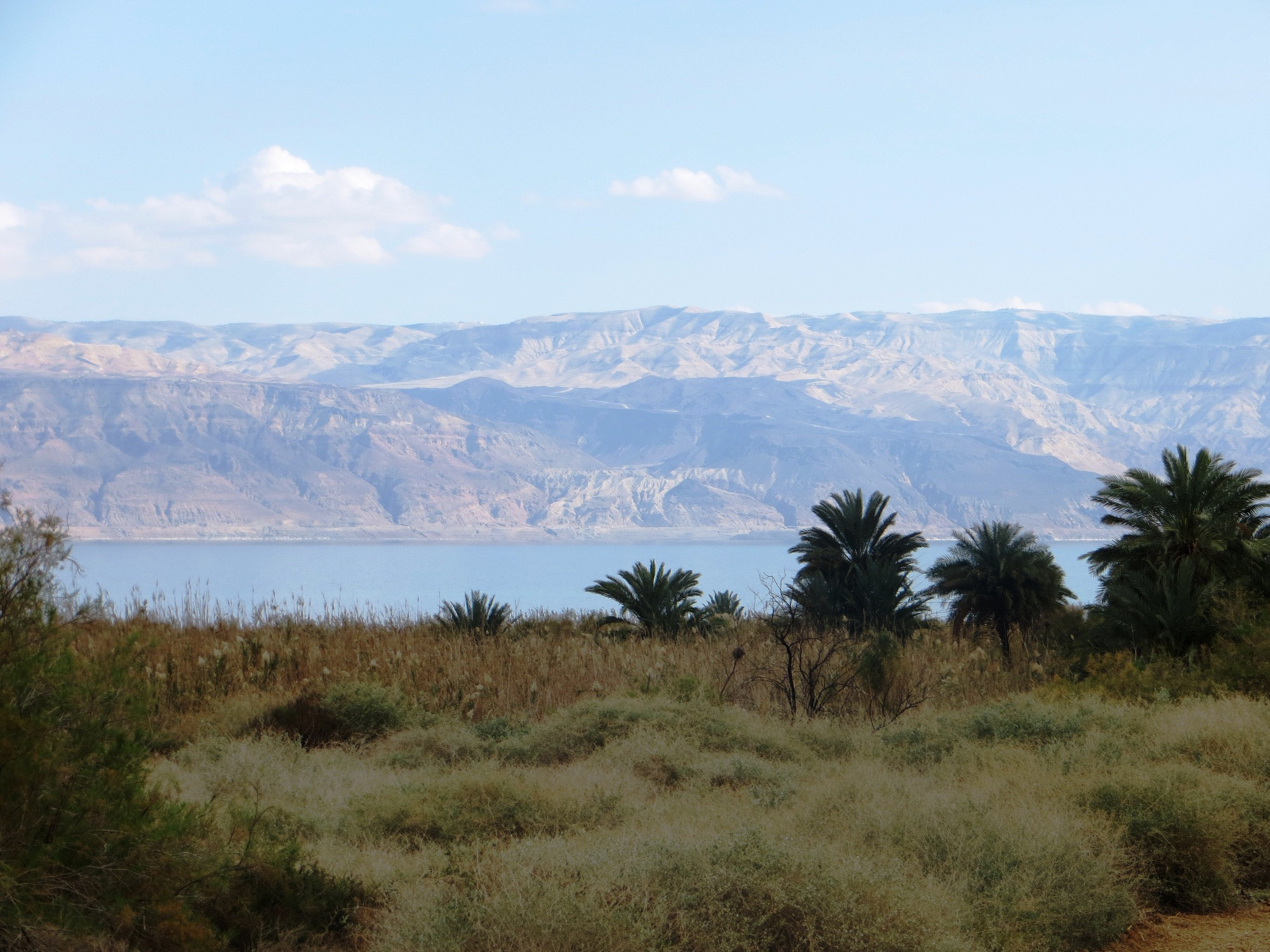
أحد المحميات الطبيعية
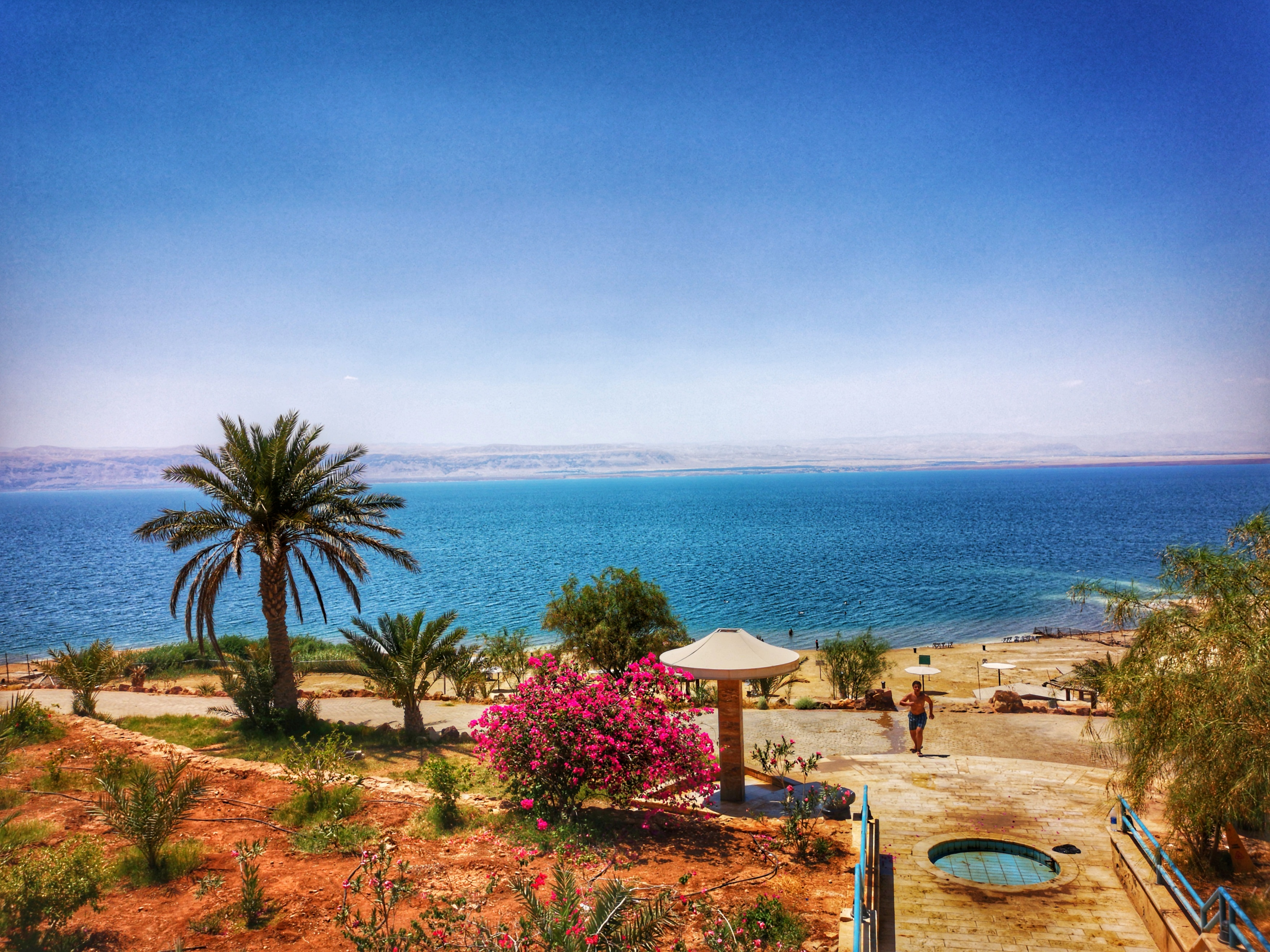
شاطئ البحر الميت
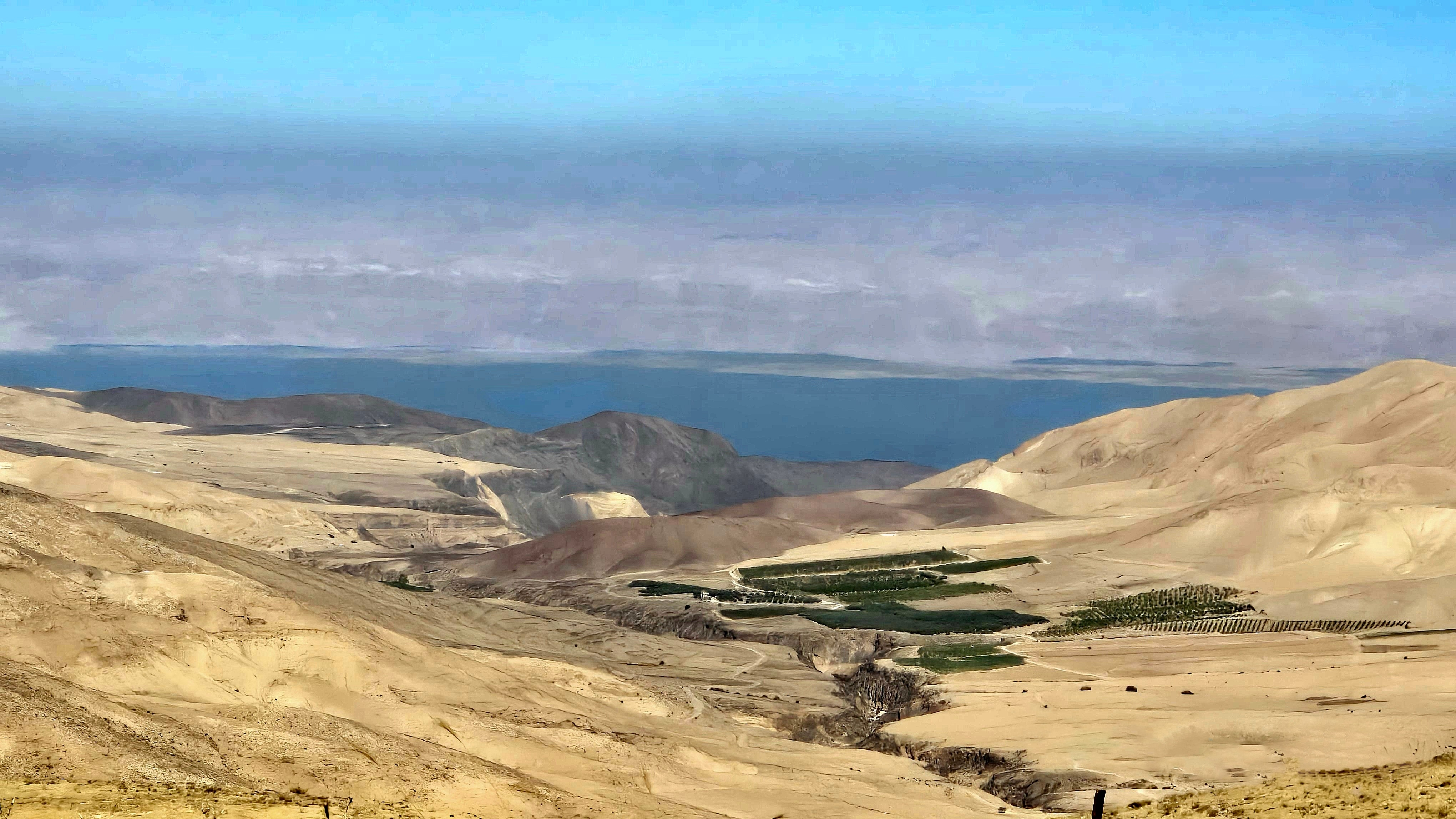
البحر الميت والمنطقة المحيطة من أعلى نقطة من مدينة مكاور مادبا

### هوامش
- 1 سورة هود الآية: 81.
- 2 سورة التوبة: الآية 70.
- 3 سورة هود الآية: 82-83.
- 4 سورة الحجر الآية: 73-76.
- 5 سورة الشعراء الآية: 171-175.
- 6 سورة النمل الآية: 54-58.
- 7 سورة العنكبوت الآية: 34.
- 8 سورة الصافات الآية: 133-138.
- 9 سورة الذاريات الآية: 31-34.
- 10 سورة النجم الآية: 53-54.
- 11 سورة القمر الآية: 33-39.
- 12 سورة الحاقة الآية: 9-10.

## وصلات خارجية
- معلومات عن البحر الميت
- معلومات عن البحر الميت وصور.
- كيف غيرنا جغرافية الأرض؟
- الغوص في أعماق البحر الميت
- وثائقي عن أسرار مخطوطات البحر الميت
- وثائقي عن تاريخ البحر الميت
- وثائقي BBC عن لفائف البحر الميت
- تقرير euronews science: إستكشاف أعماق البحر الميت
- قصيدة «حجر كنعاني في البحر الميت» للشاعر محمود درويش